# Costume de ballet
 (mars 2024).

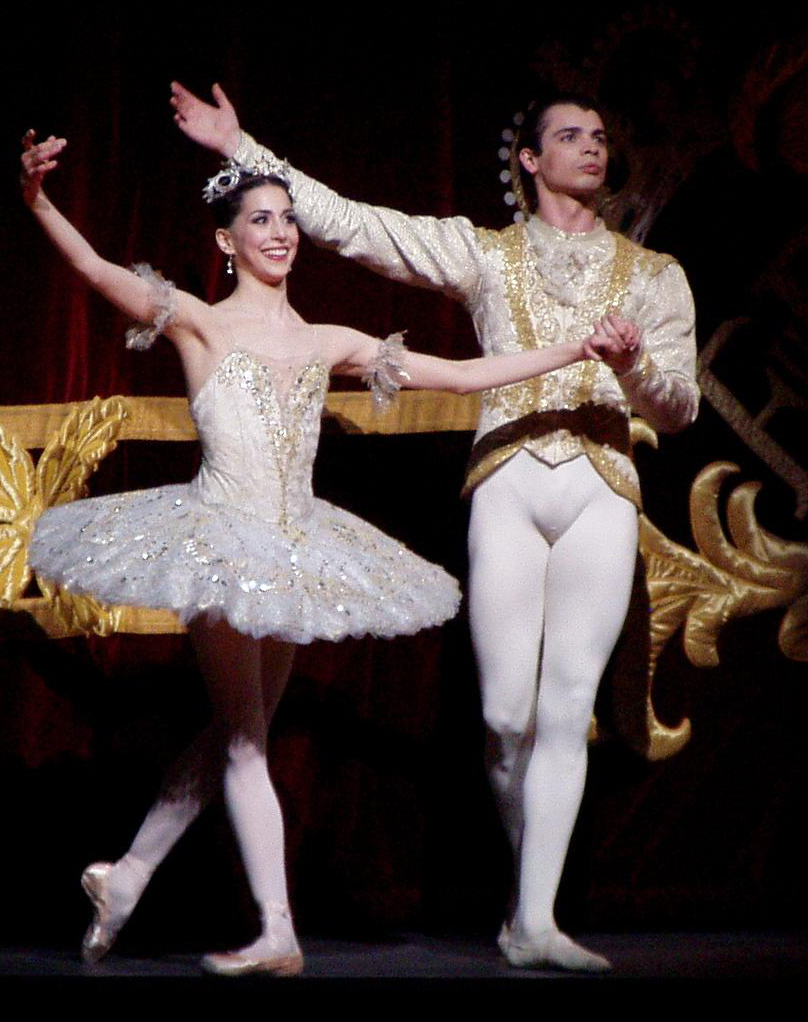
Ansanelli et Makhateli

Le costume de ballet est le costume utilisé par les danseurs classiques en représentation.

## Notions générales
Il faut distinguer tout d'abord entre costume de ballet et habillement spécifique de la danse classique : ce dernier, essentiellement pratique, employé pour suivre les cours et les répétitions, est conçu pour répondre aux exigences de confort du danseur, tout comme pourrait l'être la tenue d'un sportif. Il faut cependant que cet habillement laisse le corps totalement visible, aussi bien pour que l'on puisse en apprécier la ligne, que pour détecter les erreurs et perfectionner chaque détail du mouvement. Se composant en général d'un maillot et d'un tee-shirt pour le danseur, et de collants et d'un justaucorps pour la danseuse, accompagnés éventuellement de légers lainages, cette tenue devra être élastique, très ajustée et aisément lavable.
La danse classique exige aussi le port de chaussons de danse (pointes ou demi-pointes) conçus spécifiquement pour cette activité.
Par contre, le costume de ballet sert exclusivement pour la représentation et a donc en général le rôle de magnifier l’aspect spectaculaire de la danse, de situer les personnages, ainsi que d’exalter la beauté du danseur. Mais il véhicule aussi des messages de genres divers, correspondant aussi à la composition du public et au rôle joué par la danse classique elle-même au cours des différentes époques.

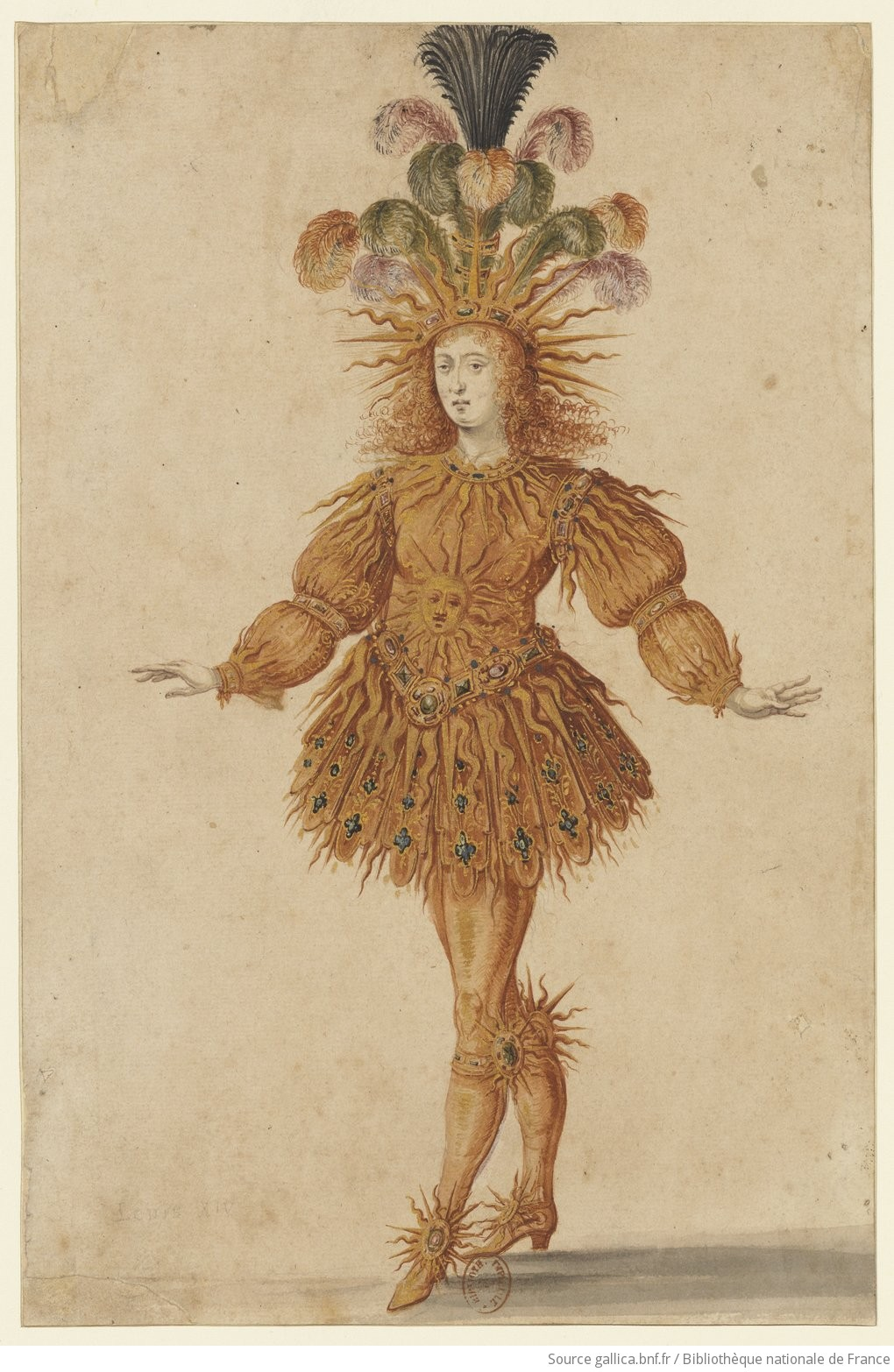
7. Louis XIV, Ballet de la nuit 1653 maquette de Henri de Gissey

Cette fonction du costume de ballet, ne peut donc s'analyser qu'avec l’évolution historique du ballet lui-même.
On peut distinguer :
- L’affirmation du statut social de la classe dominante (à l’époque où le ballet est représenté par la noblesse et pour la noblesse)[3].
- La nécessité de situer le personnage dans un cadre historique ou tout au moins vraisemblable, par rapport à l’action représentée (exigence qui naît avec le ballet d'action)[4].
- L'adaptation au rôle, à la nature du personnage et à ses sentiments (le costume bleu ciel de Giselle au premier acte, exprimant son innocence, et le costume blanc de Giselle "willi", vierge morte par amour).
- Le besoin d’évocation, d’exotisme, de rêve (qui correspond à la pulsion du romantisme et que plus tard, l'on percevra nettement dans les Ballets russes)[5].

Le choix de la structure et des matériaux du costume de ballet est lui aussi étroitement associé à l’évolution historique de cette discipline mais surtout à son développement technique.
On peut affirmer aussi que le costume de ballet reflète de façon directe le style de chaque époque, en raison de la relation étroite entre la danse et les autres Arts.
Enfin, de tout temps, la mode et le costume de ballet se sont réciproquement influencés,.
Un discours à part pourra se faire, dans toutes les époques, pour les costumes des ballets comiques, dont la vocation de divertir sera la seule raison inspiratrice.

## Histoire du costume de ballet

### L'apparat: leballet de cour
Les danses rurales ne nécessitent pas de costume. Les villageois les exécutent à l’occasion de mariages ou de fêtes en habit de fête ou habillés du mieux possible.

La création d’un costume spécifique pour l’exécution d’une danse naît chez les classes sociales élevées, ayant les moyens, la nécessité sociale et le plaisir de « représenter » leur état social et leur richesse. C’est l’époque du ballet de cour : la danse, apanage de l’aristocratie, a lieu dans les grandes salles des demeures seigneuriales, avec une fonction récréative. Les bals se tiendront donc en habit de cour (Fig.1), mais lors de grandes fêtes spectaculaires organisées à l’occasion de la visite d’une personnalité ou d’un événement, intermèdes et divertissements demanderont l’usage d’un véritable costume créé pour l'occasion, ce qui donnera aussi à la noblesse le plaisir de se travestir.

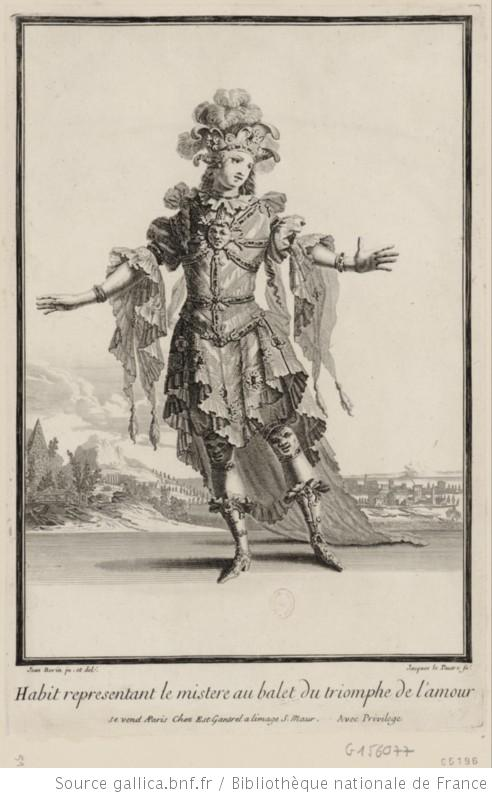
4. Maquette de Jean Bérain pour Le Triomphe de l'Amour, 1681

Le costume de danse aura donc la double fonction de véhiculer l’idée de la puissance et de la richesse du Roi et des nobles qui le portent (et en général de la cour pour laquelle ils ont été créés) et de satisfaire au « plaisir des yeux ». Le costume n’est donc pas fonctionnel au geste dansé : au contraire, c’est souvent lui qui conditionne fortement les pas, de par son poids et sa complexité.
Les dessinateurs de costumes du XVIIe siècle, Daniel Rabel (Fig. 2), Henri de Beaubrun, parviennent toutefois à donner libre cours à leur imagination quant aux personnages de fantaisie (fig. 2).
L’argument des ballets puisant souvent dans la mythologie, les personnages seront souvent des divinités latines accompagnées de leurs suivants. Dans un curieux métissage des signes de richesse de l’époque (emploi de riches et lourds brocards brodés d’or ou de dentelles sans prix) et des emblèmes traditionnels du pouvoir (sceptre, lourd manteau, couronne ou coiffure couronnée de hauts plumets), et sans vouloir renoncer non plus à la mode en vogue, on verra donc Vénus arborer une fontange, ou Apollon porter perruque et talons rouges.
L’idée de la puissance militaire, sera évoquée par le rappel à la Rome antique. Le costume des princes et héros antiques sera donc conçu sur l'uniforme du chef militaire romain, naturellement revisité avec moult plumes et dorures, ainsi qu’avec l’indispensable perruque (fig. 3).
Louis XIV, le Roi-Soleil, grand danseur et grand politique, se sert des ballets auxquels il participe et que Jean-Baptiste Lully compose pour lui, comme des affirmations de la prédominance politique et culturelle de la France. Les costumes seront donc tout à l’exaltation de sa personne quasi-divinisée (fig. 7).
La réalisation des costumes de ballet est confiée, non pas à de simples couturiers, mais à des artistes décorateurs spécialisés: les dessinateurs de costumes renommés de la fin du XVIIe siècle seront Henri de Gissey (Fig. 7), puis Jean Bérain (Fig. 4.) .
Les danseurs portent tous un masque qui couvre le plus souvent toute la figure (fig. 2). Les femmes ne pouvant se produire en scène dans les rôles comiques, ceux-ci sont joués par des hommes travestis.
Les ballets ont souvent un sujet allégorique: les costumes arborent une quantité de symboles et sont complétés par des emblèmes représentant un personnage abstrait, souvent une vertu, une saison, ou une partie de la journée (Fig.5).
Pour les personnages des danses comiques, personnifiant souvent des métiers, le costume comportera des emblèmes de leur travail (Fig.6).

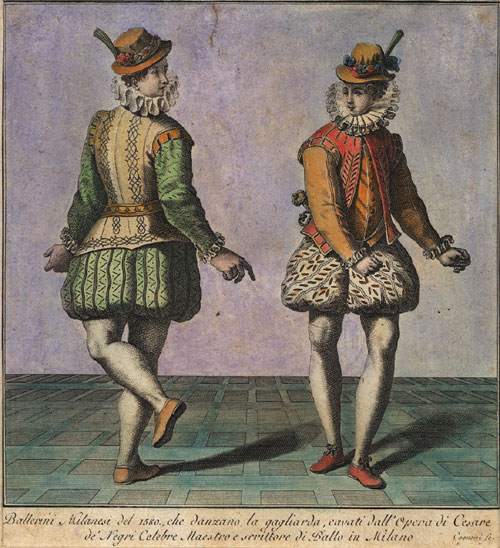
1. La gaillarde, danseurs milanais (1580)
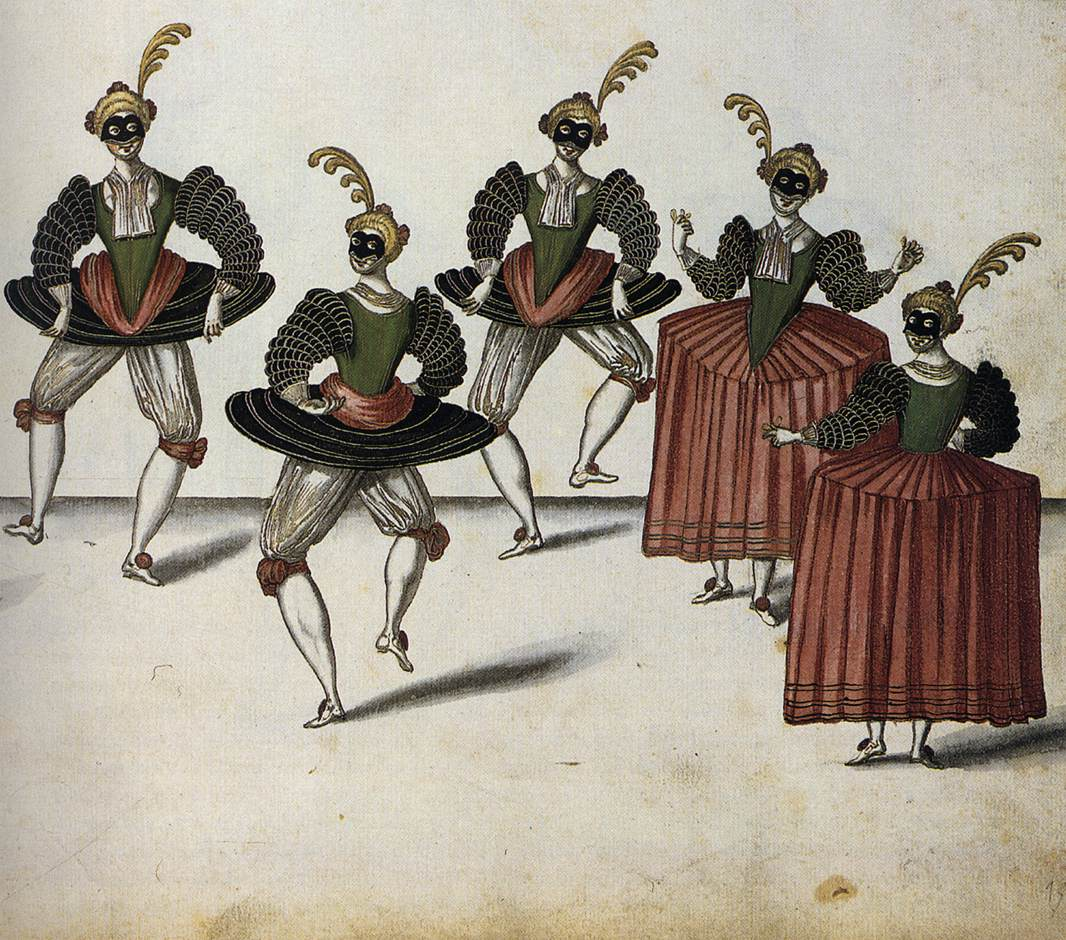
2. Daniel Rabel, Grand Ballet de la douairière de Billebahaut (1626)
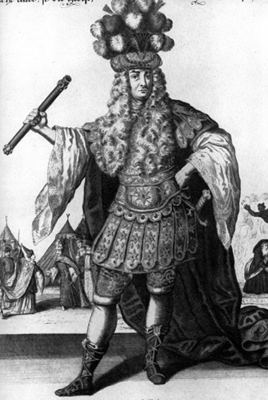
3. Costume inspiré de l'uniforme du chef militaire romain
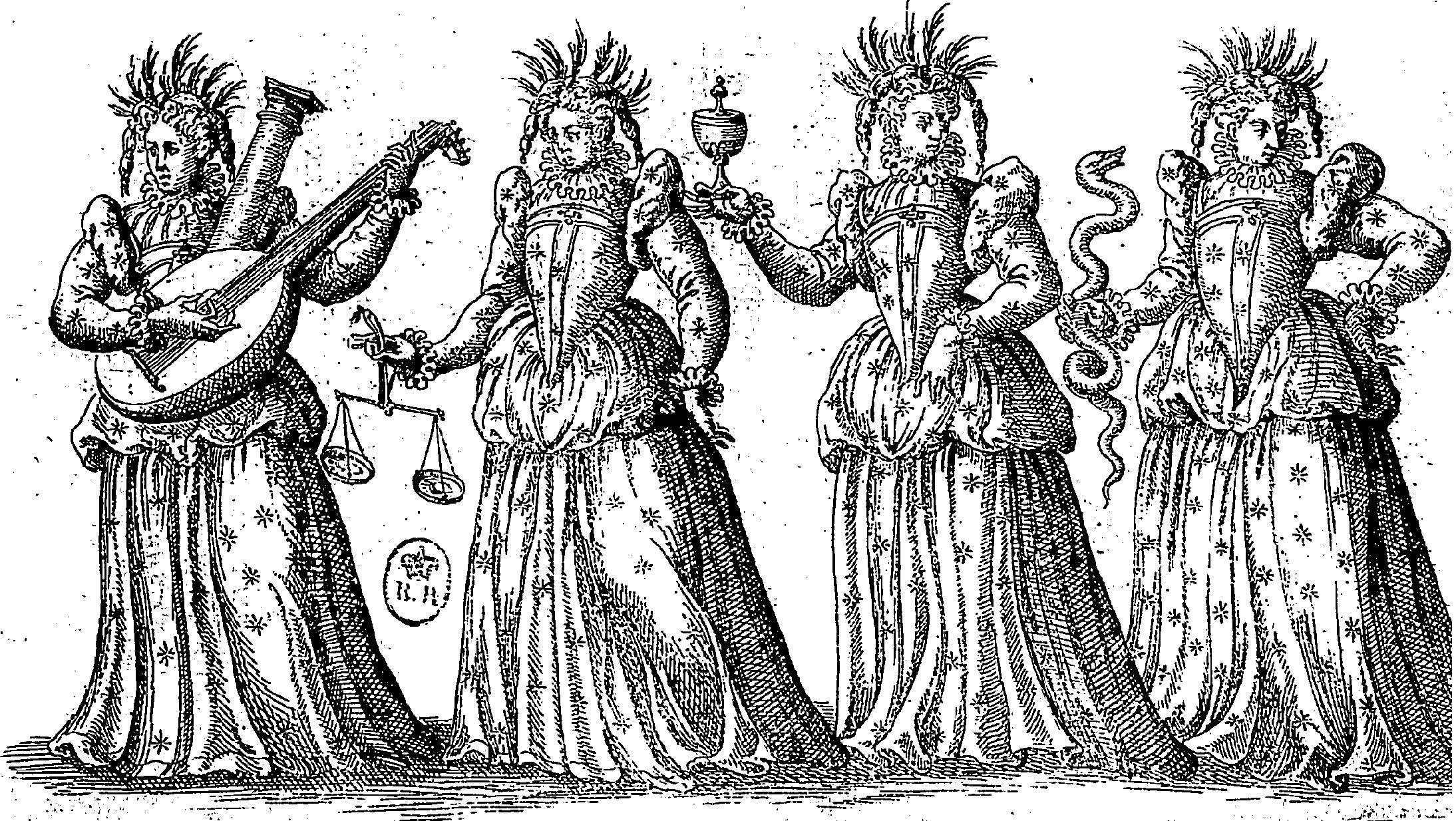
5. Les Quatre Vertus, Ballet comique de la reine (1581)
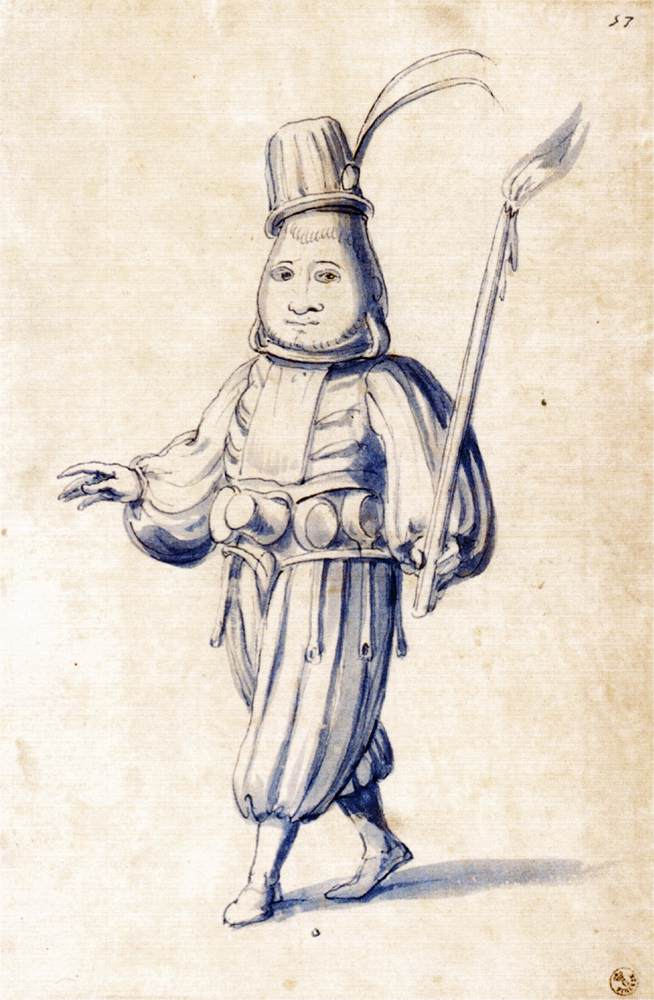
6. Giuseppe Arcimboldo, Costume de cuisinier (1585)

### LeXVIIIesiècle: grâce et préciosité

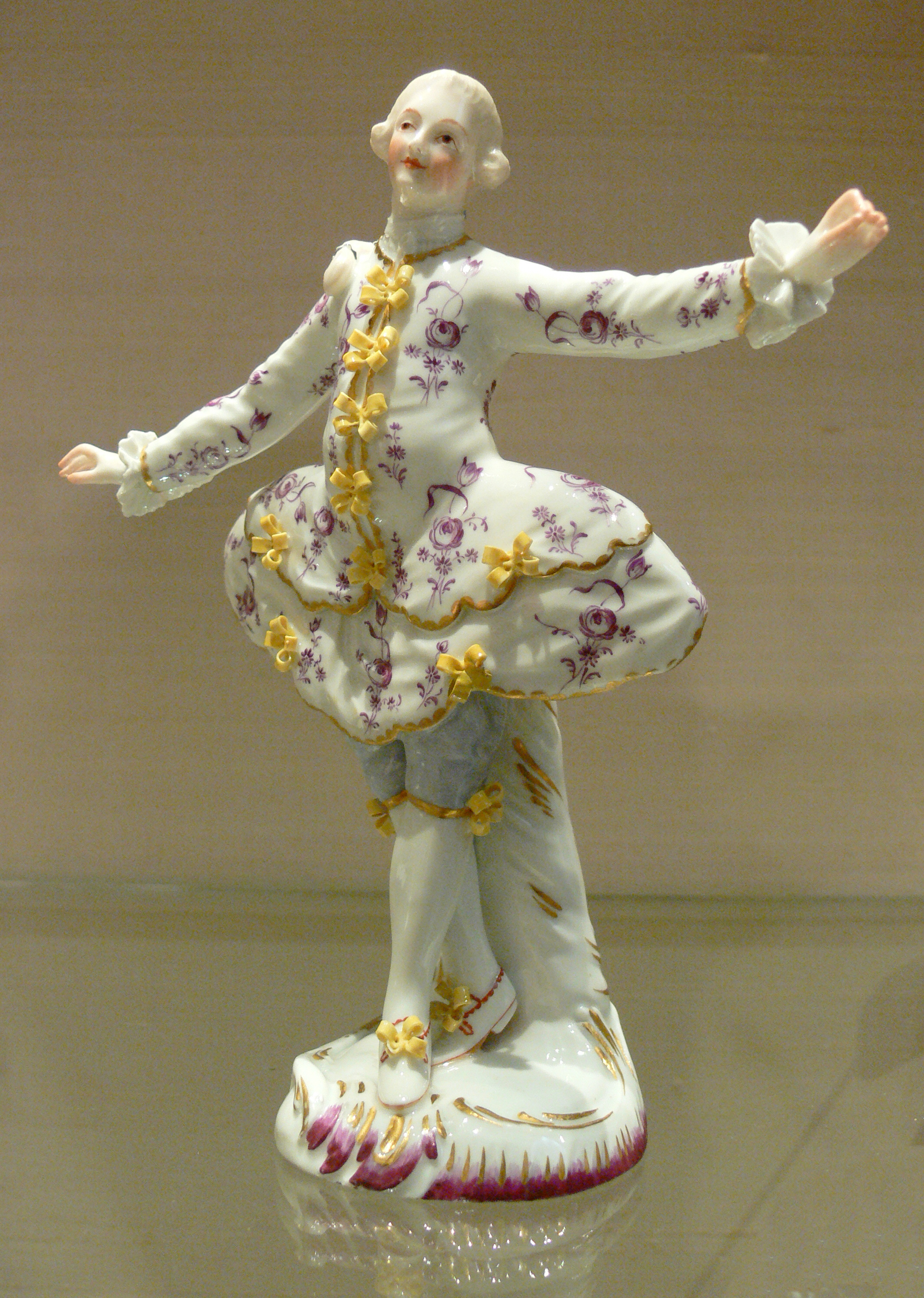
8. Danseur portant un « tonnelet » (1755)

Au XVIIIe siècle, bien que les danseurs n'évoluent plus à la cour, mais dans des théâtres, les costumes évoqueront toujours, indépendamment du personnage et du cadre où se situe l’action, les somptueux habits de la noblesse de l’époque, dont ils ne se différencieront que par certains détails nécessaires à la danse elle-même,

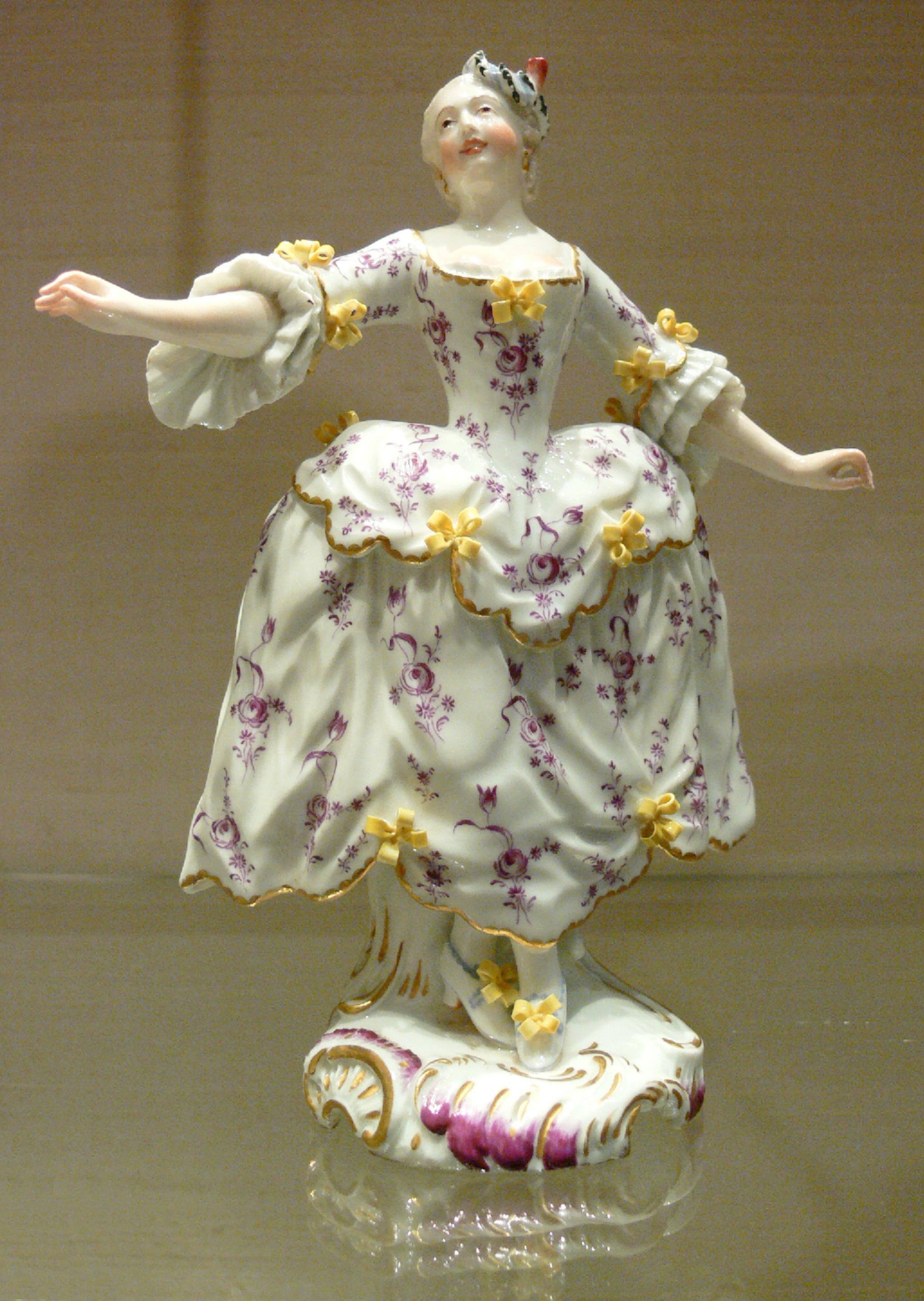
9.Danseuse portant une robe à "paniers"(1755)

 comme les jupes légèrement plus courtes, par rapport à celles portées par les dames de l’époque, pour laisser voir le jeu des pieds, ainsi que, chez les hommes, le port d'une sorte de trousse ou caleçon bouffant, nommé « tonnelet », qui rappelle la forme bombée des « paniers » propres au costume féminin, tout en laissant les jambes libres (fig. 8).
Au début du XVIIIe siècle le peintre Claude Gillot s'illustre par des dessins de costumes de ballet (Fig. 10).
Dans les arguments des ballets, les personnages de l'Antiquité sont toujours à la mode, mais ils continuent à porter des atours bien peu vraisemblables (Jason et Médée portent perruque. Fig. 14).

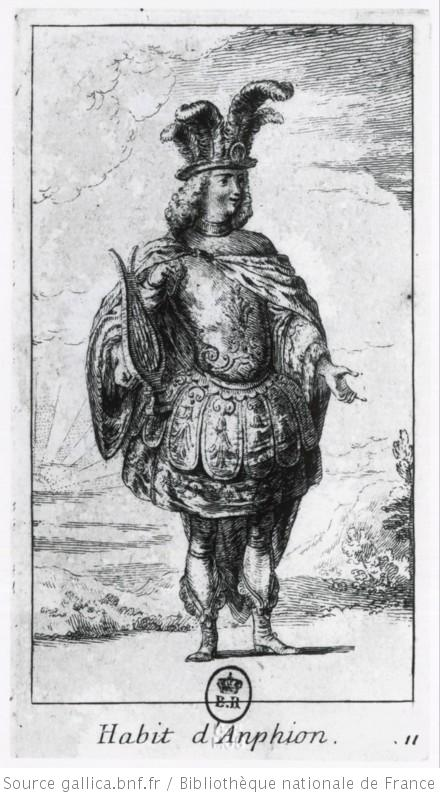
10. Claude Gillot, costume d'Amphyon, premières années 1700
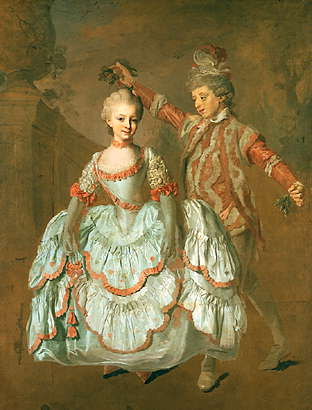
11. Couple dansant suédois 1760
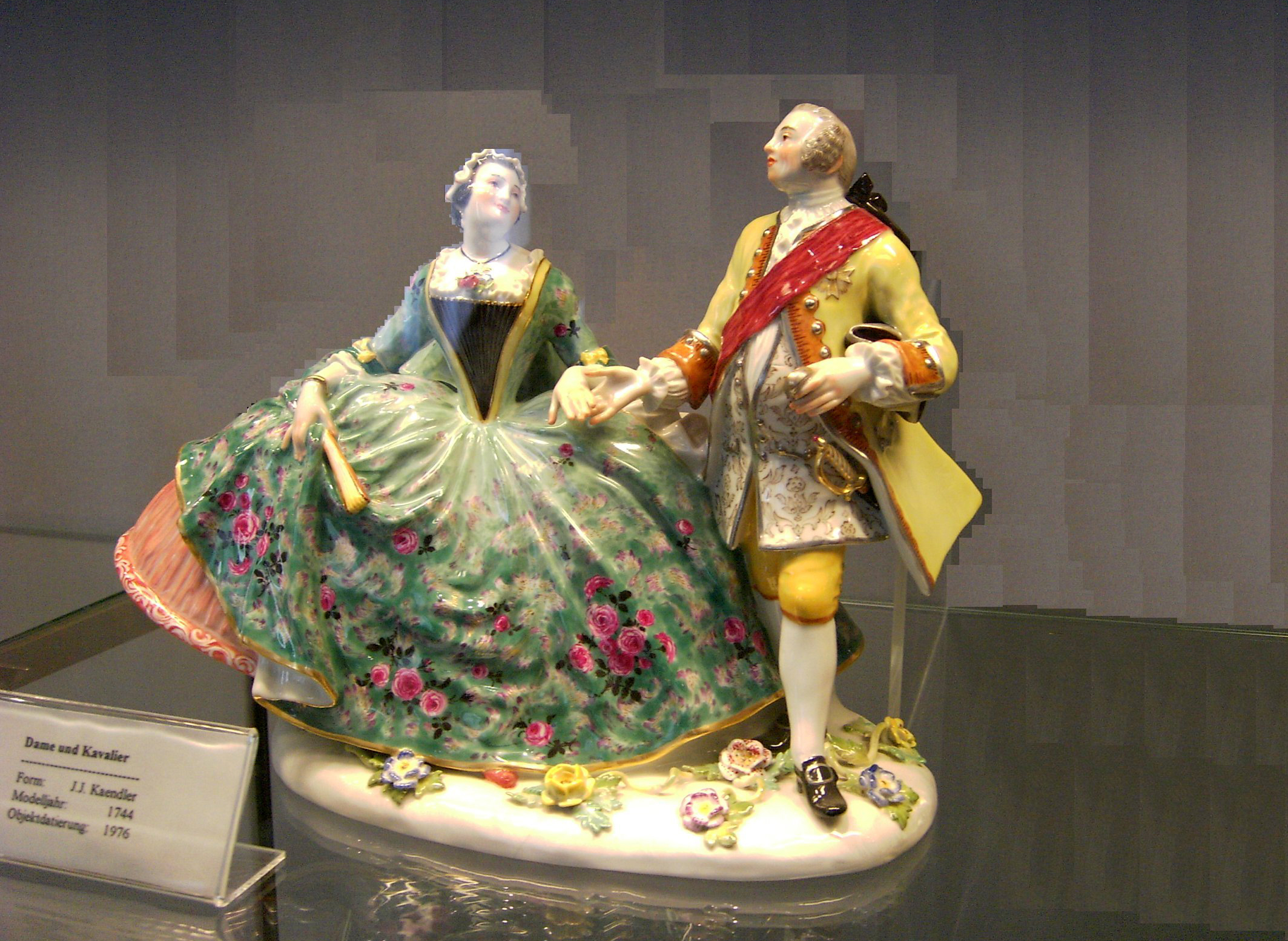
12. Couple de danseurs du XVIIIe siècle- Porcelaine de Meissen

### Le souci de vraisemblance: leballet d'action

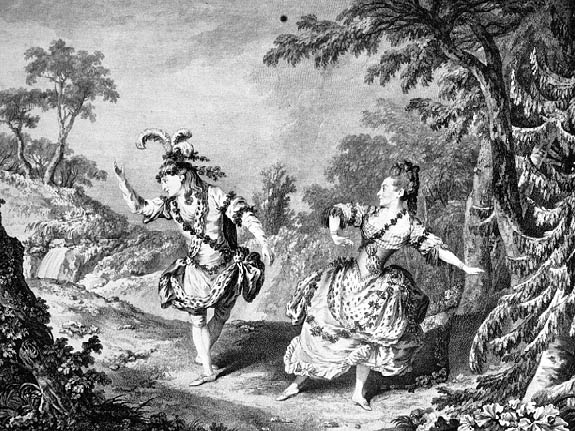
13. Dauberval et Marie Allard.

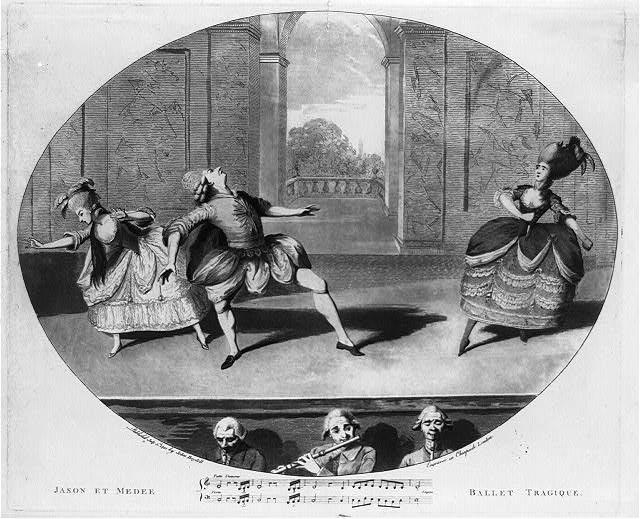
14. Gaëtan Vestris dans Jason et Médée (1781)

C’est Jean-Georges Noverre qui théorise la nécessité de supprimer les masques et de libérer le corps des danseurs des costumes traditionnels :

« Défaites-vous de ces perruques énormes, et de ces coiffures gigantesques, qui font perdre à la tête les justes proportions qu'elle doit avoir avec le corps ; secouez l'usage de ces paniers raides et guindés qui privent l'exécution de ses charmes, qui défigurent l'élégance des attitudes, et qui effacent la beauté des contours que le buste doit avoir dans ses différentes positions.
....Les faunes étaient sans tonnelets, et les nymphes, Vénus et les Grâces sans paniers (...). Je ne voudrai plus de ces tonnelles raides... Je diminuerai de trois quarts les paniers ridicules de nos danseuses »

— Jean-Georges Noverre, Lettres sur la danse, 1760
C'est l'époque ou naît le ballet d'action, c'est-à-dire un ballet pourvu d'une vraie narration. Noverre, ainsi que Gasparo Angiolini, plaident en faveur d'un « danseur pantomime qui puisse exprimer toutes les passions et tous les mouvements de l'âme ». Le costume est donc un élément à part entière de cette sorte de « spectacle total » qu'est le ballet-pantomime.
Noverre réalisera ces idées avec l'aide du dessinateur Louis-René Boquet.
Vers 1730, deux danseuses vont contribuer à l’évolution rapide du costume de ballet féminin:
Marie Sallé danse à Londres en 1734 dans Pygmalion et apparaît sans paniers, sans corps de jupe, les cheveux épars et sans ornement, vêtue d'une simple robe drapée sur le modèle des statues grecques.
Marie-Anne de Camargo réalise des prouesses habituellement réservées aux hommes (divers sauts complexes, cabrioles, entrechats) et raccourcit donc sa jupe pour que le public puisse apprécier son jeu de jambes.
Les jupes courtes vont triompher mais, comme l'exigera le règlement de police, à condition d'être portées avec des «caleçons de modestie», qui semblent être à l'origine de ce qui sera plus tard le collant. Il s'agit de bas en laine, en coton ou en soie, tenus par des jarretières accrochées à un petit pantalon.

### Le retour à la pureté de l'art classique
La Révolution française ayant balayé perruques, soieries et talons hauts, le retour à la pureté des lignes classiques préconisé par Winkelmann, s’exprime d'une part par un retour à la simplicité, et de l'autre, par la vogue pour les vêtements inspirés de l’antique. Courtes tuniques pour les hommes et robes-tunique fluides et légères évoquant des péplos, en voile et en mousseline diaphane, pour les danseuses. Celles-ci pourront désormais faire usage de légers souliers plats en satin, pourvus de rubans entrecroisés à la cheville, tout à fait semblables à ceux que portent les femmes à la mode, les "Merveilleuses"). C'est la naissance du chausson de danse.
Carlo Blasis s'inspire des bas-reliefs et des fresques de l'antiquité pour créer de nouveaux pas nommés arabesques, et l'on commence à entrevoir le corps des danseuses, caché jusque-là par les « paniers ».
Lady Emma Hamilton danse ses attitudes inspirées du monde antique en s’aidant parfois d’un grand châle, accessoire dont la mode était née à l’époque.

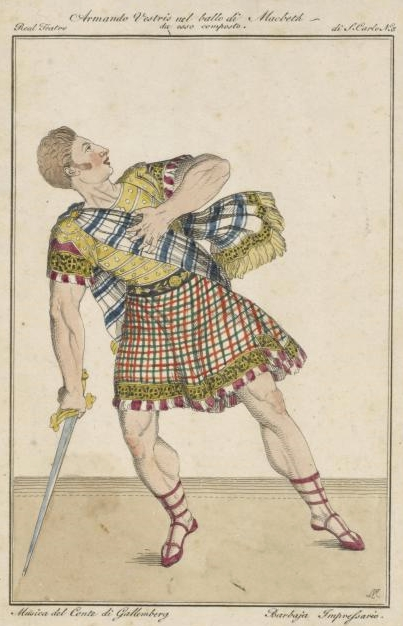
14. Armand Vestris, Macbeth au Teatro San Carlo (vers 1819)
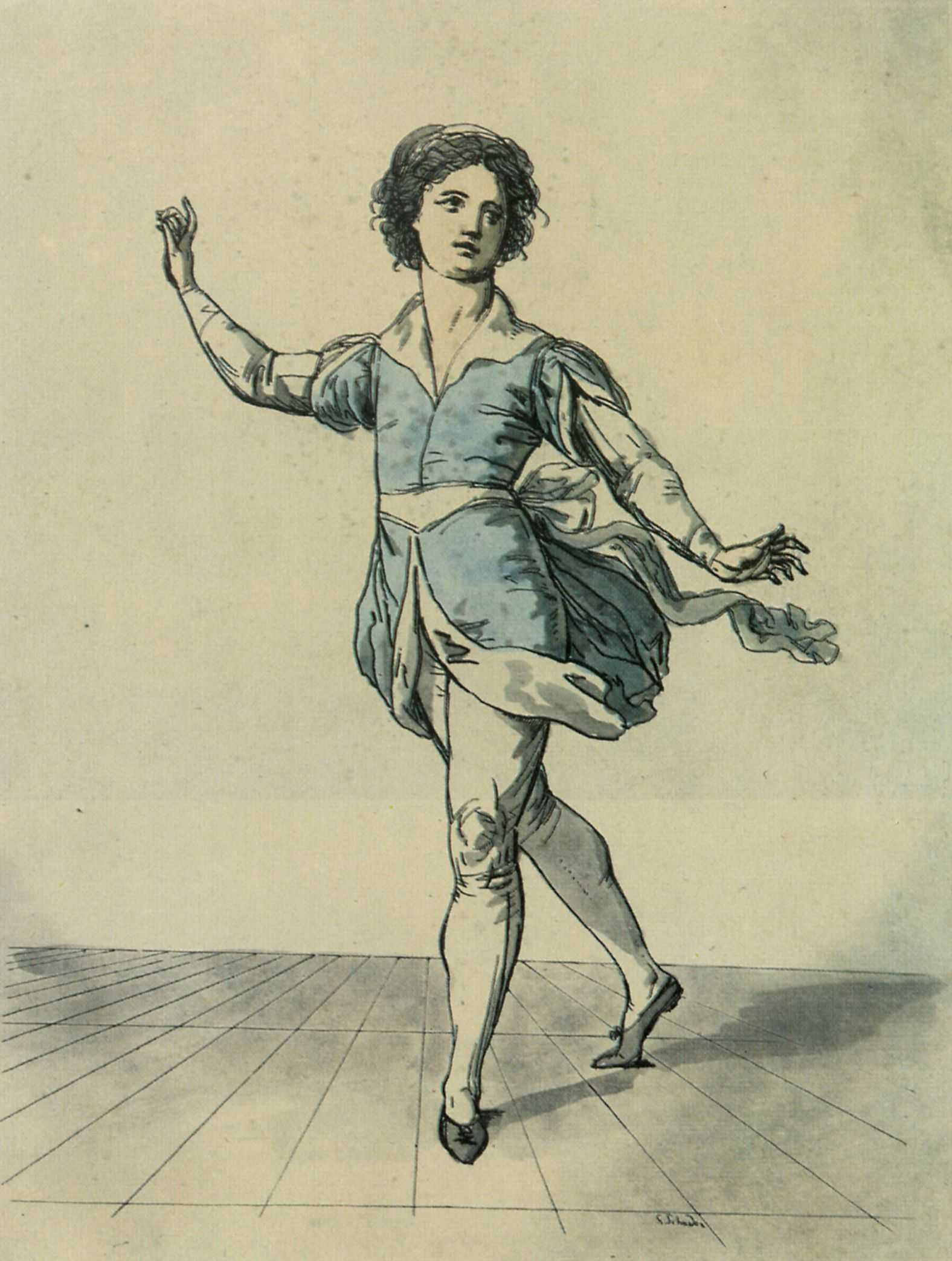
15. Salvatore Viganò, dessin de Schadow
16. Lady Hamilton
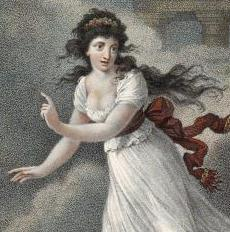
17. Maria Viganò, Terpsichore (1794)
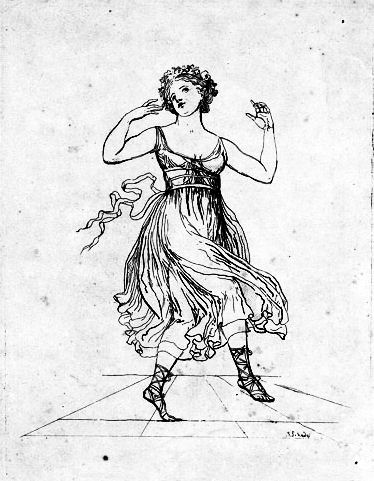
18. Danseuse, dessin de Schadow (1796)

### Leballet romantique, le triomphe du rêve

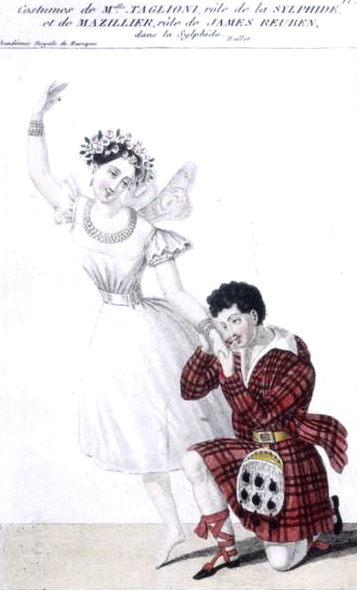
A. Marie Taglioni et Joseph Mazilier, La Sylphide, 1832

La première moitié du XIXe siècle est l'époque du ballet à thème, racontant des histoires puisées dans l'imaginaire du Moyen Âge et de la Renaissance (Giselle), de l'Orient (La Péri, La Bayadère) ou des pays nordiques (La Sylphide). Cette période marque aussi le début du ballet-conte (Cendrillon d'Albert - 1823).
Le ballet romantique exalte la femme réduite à un pur esprit, toute blanche de vénusté, son corps étant sublimé et affranchi de la gravité. Giselle (Fig. B), la Sylphide (Fig. A et C), la Bayadère et La Péri, emblèmes d’amour et de mort, sont nées des fantasmes masculins de l’époque. Créatures ailées, elfes, ombres ou fées, l’homme ne peut les atteindre (fig. de B à F). Le « ballet blanc » est centré sur la danseuse, protagoniste de ces histoires fantastiques, et le costume exalte son évanescence. C’est la création de ce qui deviendra par définition le costume de la ballerine : le tutu, et les chaussons de pointe.
On attribue conventionnellement l'invention du tutu romantique au peintre Eugène Lami, costumier à l'Opéra de 1830 à 1835, bien que ce fait ne soit pas historiquement prouvé. C'est sûrement Marie Taglioni qui arbore ce costume pour la première fois en 1832, dans le rôle-titre de La Sylphide (Fig. A). Il s'agit à l'origine d'une robe décolletée à petites manches en mousseline de soie, arrivant à mi-mollet, dont l'attrait vient de la superposition d'un grand nombre de jupons très légers, qui créent un effet bouffant et délicat, en accord avec l'évanescence du personnage. Ce nouveau genre de costume féminin est nommé à l'origine "juponnage".
Selon les propres mots de Théophile Gautier : 

« Les maillots roses restèrent toujours roses, car sans maillot point de chorégraphie; seulement on changea le cothurne grec contre le chausson de satin. Ce nouveau genre amena un grand abus de gaze blanche, de tulle et de tarlatane; les ombres se vaporisèrent au moyen de jupes transparentes, le blanc fut presque la seule couleur adoptée. »

— La Presse, le 1er juillet 1944
La plus grande partie des héroïnes de blanc vêtues des grands ballets romantiques étaient des créatures surnaturelles, pourvues de petites ailes :

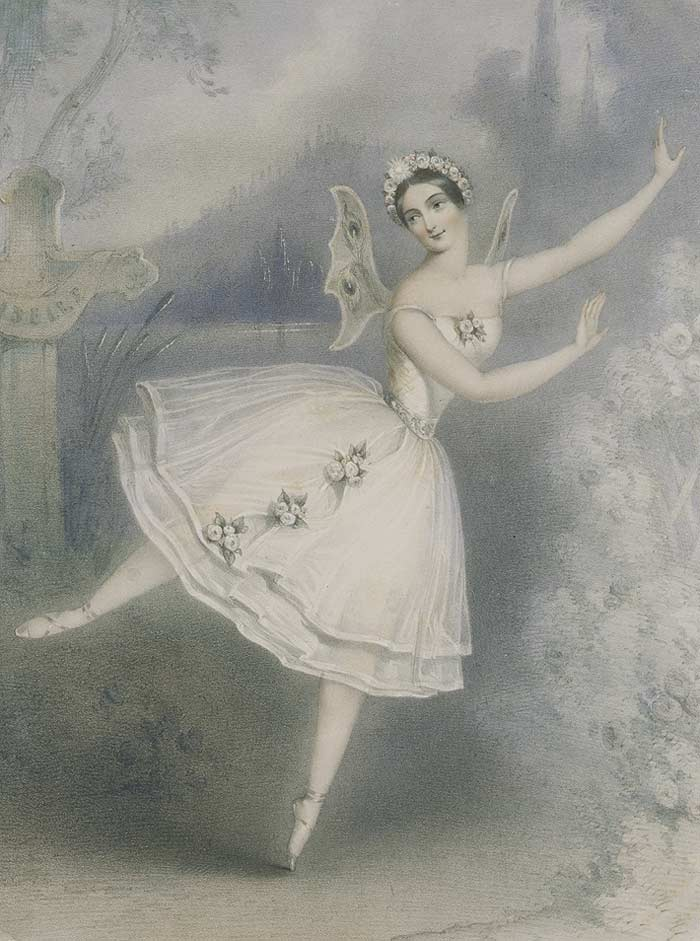
B. Giselle Carlotta Grisi 1841
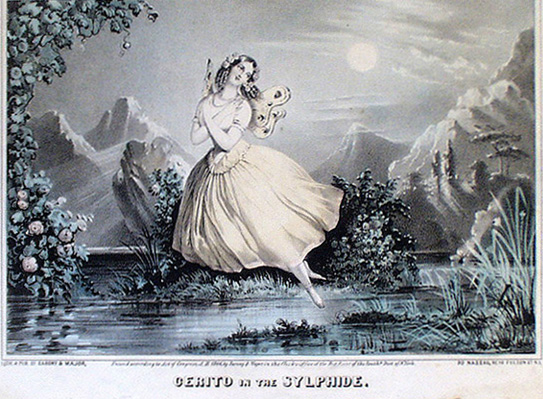
C. La Sylphide Fanny Cerrito 1840
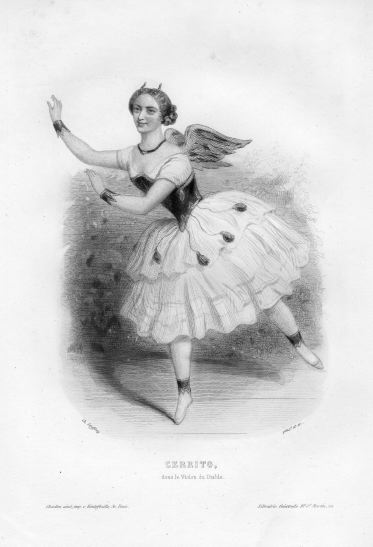
D. Le Violon du Diable (it) Fanny Cerrito 1849
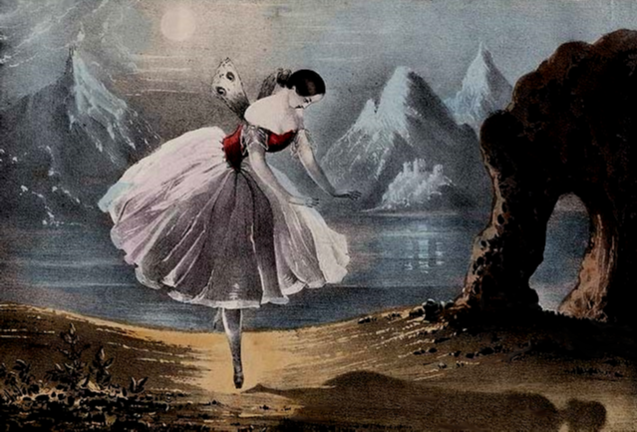
E. Ondine Carlotta Grisi 1846
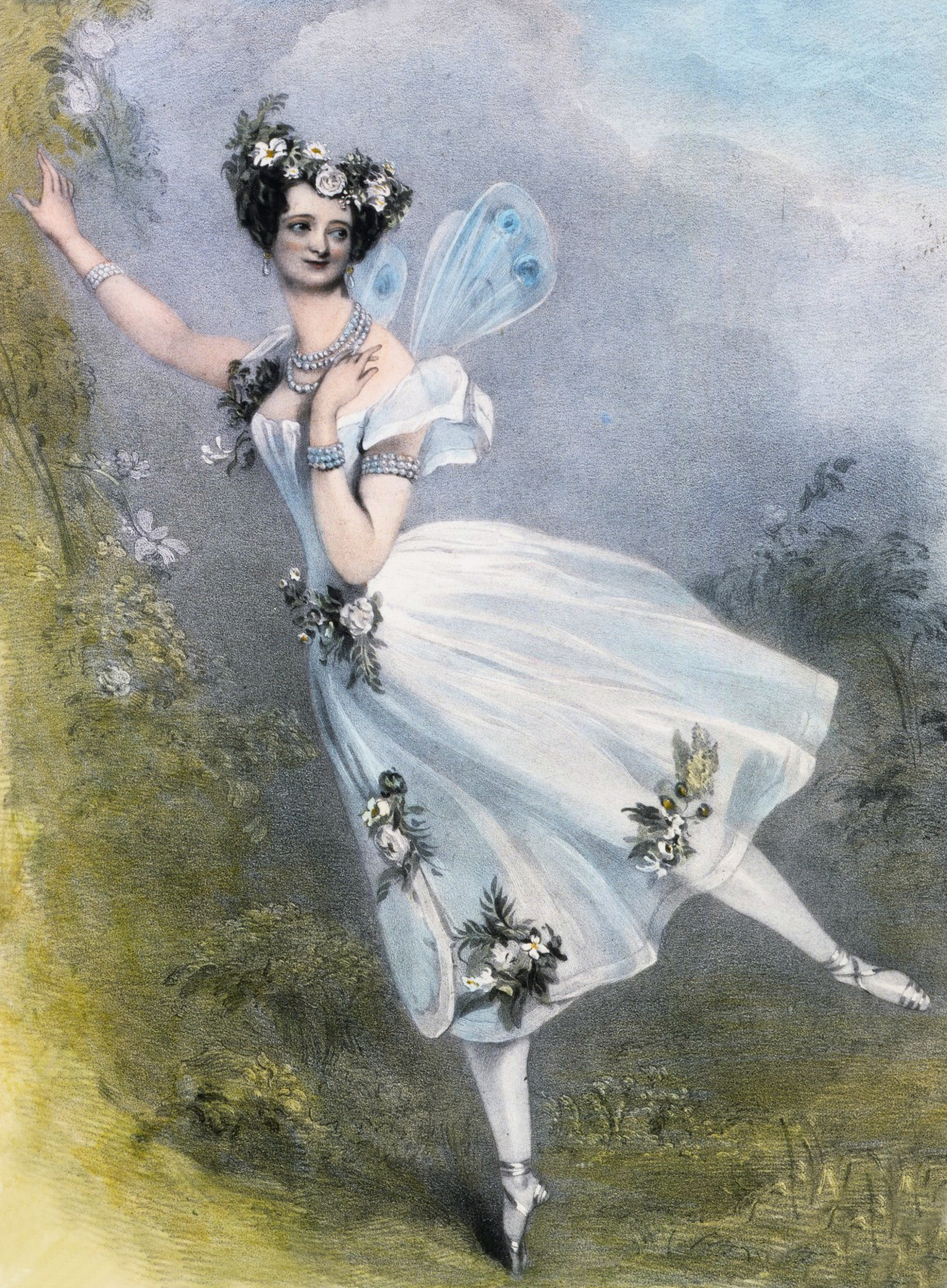
F. Zéphire et Flore Marie Taglioni 1830

L’invention des pointes, au début du XIXe siècle, précède de peu la création des premiers ballets romantiques : elle correspond à un désir d'élévation et de sublimation de la matière, typique de l'époque romantique.
Bien que le tutu blanc soit le symbole même de la femme éthérée, que l'on adore à genoux (Fig. 5), stéréotype qui prédomine dans l’imaginaire de cette époque, le terme de « tutu » serait issu d’un jeu de mots graveleux des abonnés du Foyer : « panpan tutu » . Ceci nous rappelle la condition sociale des danseuses, qui étaient considérées au rang des cocottes. Il était de bon ton pour l’homme du monde de "s’offrir sa danseuse".
Quant aux danseurs, la prédominance du personnage féminin fait qu'ils sont souvent relégués au rôle de porteurs.
Si l’on compare le costume de ceux-ci avec celui de la ballerine de l'époque, il apparaît que pour ce dernier, la structure de base, qui n’est que la transposition scénique et raccourcie d’une robe de bal à la mode de l’époque reste pratiquement la même indépendamment du cadre où se situe l’histoire, et que seuls changent les ornements et les accessoires (petit tablier, couleur du corsage, coiffure). Par contre, pour le costume masculin, les costumiers s’inspirent véritablement des costumes de l’époque et du pays où l’action est censée se passer (par exemple les premières années de la Renaissance allemande Fig. 1, le monde arabe Fig. 2, la Pologne Fig. 3, ou encore l'Albanie ou la Grèce Fig.4).

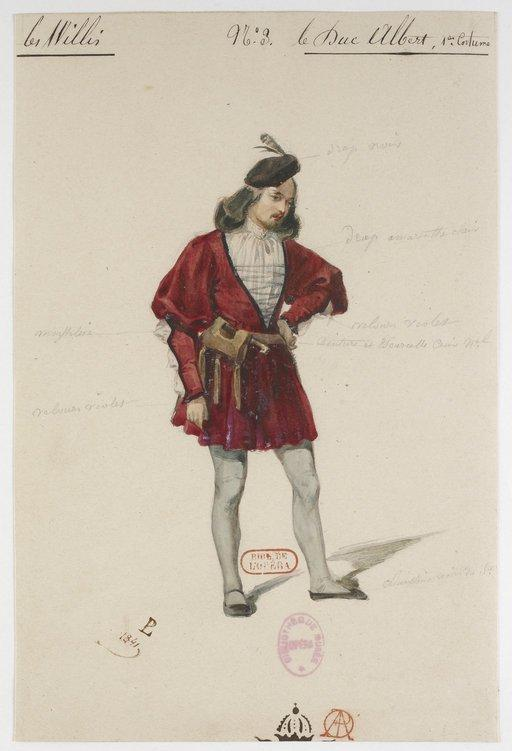
1. Lucien Petipa Albrecht Giselle dessin de Paul Lormier 1841
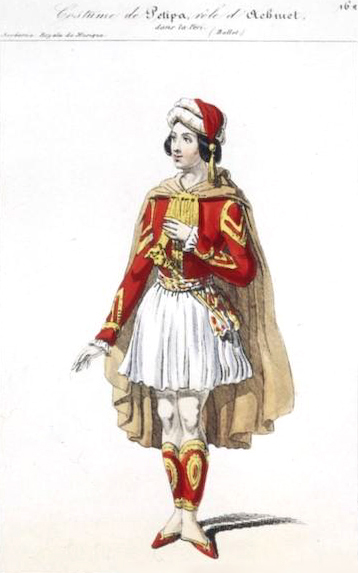
2. Lucien Petipa Achmet La Péri 1843
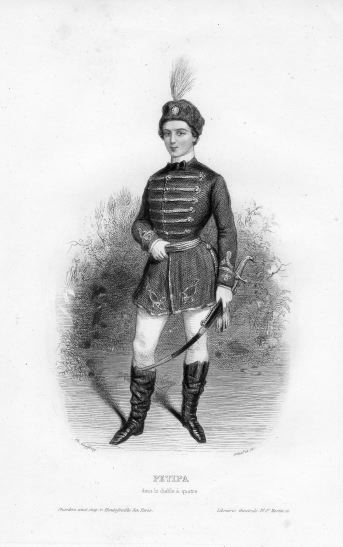
3. Lucien Petipa Le Diable à quatre 1845
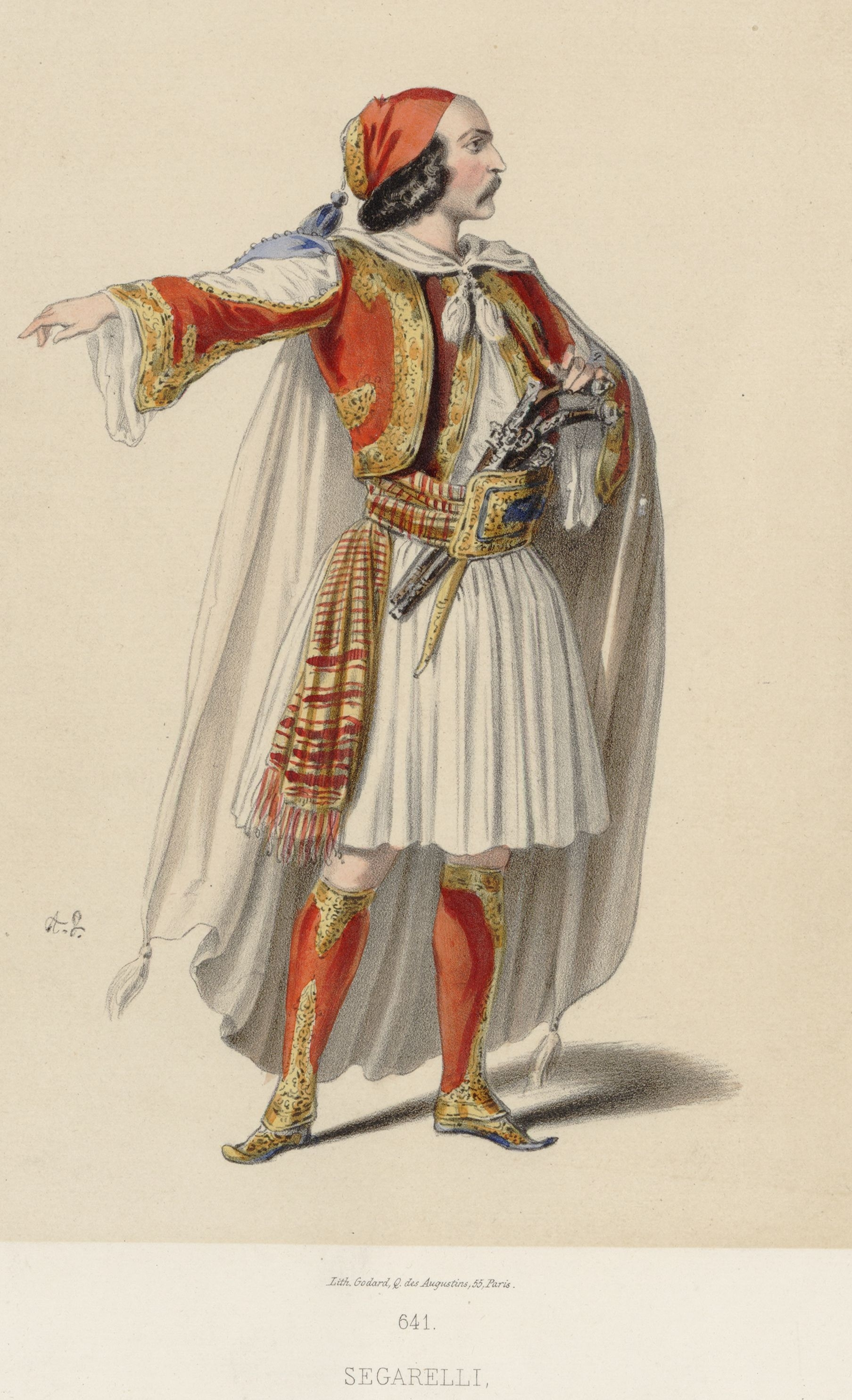
4. Domenico Segarelli Conrad Le Corsaire 1856
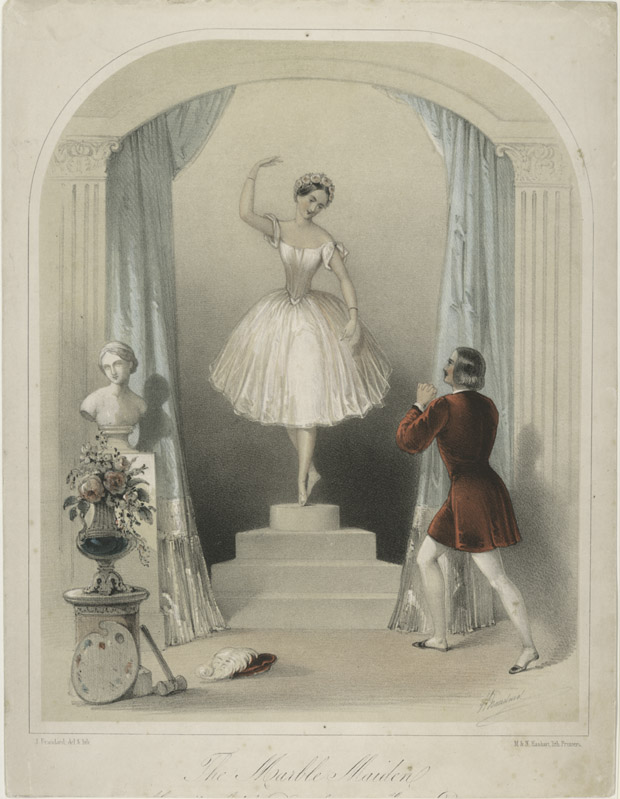
5. Adèle Dumilâtre, Lucien Petipa La Fille de marbre 1847

Les dessinateurs de costumes aux ateliers de l'Opéra de Paris, de 1855 à 1875 sont Hippolyte Lecomte et Paul Lormier. C'est à ce dernier, que revient d'avoir repensé le tutu en le raccourcissant et en le composant de couches de tulle superposées. Le "tutu romantique" arrivait aux mollets.
Quant à Théophile Gautier, il prône, pour les costumes, une absolue vérité historique et archéologique. Dans le but d'attirer le public avide d'exotisme et de couleur locale, par des spectacles toujours plus fascinants, le directeur de l'Opéra Louis Véron sut attribuer de l'importance aux décors et aux costumes. Les costumiers de l'époque firent donc souvent, à son instance, des études historiques approfondies en allant glaner des idées directement à l'étranger.
Mais le souci de vraisemblance et de vérité historique sera souvent secondaire à l'exigence de représenter un imaginaire.
Auguste Bournonville précise :

« Lorsque je lis une histoire, les personnages prennent vie dans mon imagination, avec une physionomie précise, les costumes et l'environnement adéquat... Les costumes et les décors sont exécutés sous mon autorité personnelle, et tant que je ne les ai pas considérés comme acceptables, personne n'a le droit de programmer les représentations »

— Lettres d'Auguste Bournonville, 1841
Le créateur principal des costumes des ballets de Bournonville fut le peintre Edvard Lehmann

### Les ballets à grand spectacle
C'est en Russie que se déroule l'âge d'or du ballet, durant les trente dernières années du XIXe siècle. Le génie chorégraphique de Marius Petipa trouva auprès du tsar, à Saint-Pétersbourg, les ressources pour s'épanouir. Sur les musiques créées par Ludwig Minkus et par Piotr Ilitch Tchaïkovski, il réalisa en quelques années plusieurs chefs-d'œuvre: Don Quichotte, La Bayadère, La Belle au bois dormant, Casse-noisette et Le Lac des cygnes. Il sut offrir au public de la cour impériale son style de spectacle favori, en réalisant des productions grandioses et brillantes en plusieurs actes, où il tira le meilleur parti des grands moyens qu'il avait à sa disposition: un corps de ballet avec un nombre important de danseurs et un budget élevé. Il s'agissait de ballets brillants, très élaborés, comportant un grand nombre de tableaux et un véritable déploiement de danseurs, où l'histoire n'était souvent qu'un prétexte pour la recherche d'effets spectaculaires, avec l'inclusion de nombreux éléments tirés du folklore slave, espagnol et italien. Bien que la technicité se développe considérablement, surtout quant à l'emploi des pointes, et malgré les géniales inventions chorégraphiques de Petipa, le ballet vit à cette époque une période de stase. Alors que les autres arts, peinture, littérature et théâtre, sont influencés par le mouvement du réalisme, les spectacles de ballet, qui ne s'adressent qu'à la haute société, se cristallisent: les chorégraphes se soucient plus de la forme que du contenu et les créations de l'époque sont brillantes mais superficielles.
Les costumes somptueux et chatoyants qui furent réalisés pour ces grandes productions reflètent les mêmes tendances. D'une part, le "tutu romantique" se raccourcit considérablement, afin de dégager les jambes des danseuses. C'est l'époque des fameux trente-deux fouettés de Pierina Legnani, et il faut que les spectateurs puissent en apprécier la virtuosité. Sur cette structure de base, qui devient la norme pour le costume féminin, et qui s'accompagne du port d'un corset, se greffent de riches et brillants ornements, avec un goût prononcé pour les couleurs vives et pour certains éléments stylisés des costumes nationaux (espagnols, russes ou italiens). Malgré la somptuosité de ces costumes, on constate qu'ils ne présentent aucune réelle innovation, par rapport à l'époque précédente, si ce n'est un rappel à la mode de l'époque (celle somptueuse mais dépourvue de finesse des "tournures" et des traînes, celle de Nana, personnage d'Émile Zola).
Le directeur des théâtres impériaux, Ivan Vsevolojski, noble et cultivé, non content d'écrire des livrets et d'organiser les spectacles dont le tsar demandait le renouvellement chaque année, dessina les costumes de vingt-sept ballets (on lui doit plus de mille esquisses de costumes de ballet), parmi lesquels Raymonda, Casse-noisette et La Belle au bois dormant. Ce dernier ballet représente la production (mise en scène, décors et costumes) la plus chère qu'on ait jamais vue pour l'époque — et peut-être même jusqu'à maintenant.
Spécialement attiré par l'art français, Vsevolojski rechercha la vérité historique: tout particulièrement, dans La Belle au bois dormant, il situa la première partie du ballet, avant le sommeil d'Aurore, à l'époque de François Ier, et la seconde, cent ans après, pendant le règne de Louis XIV. Les costumes des protagonistes ainsi que des membres de la cour qu'il réalisa, furent une tentative de reproduction fidèle des costumes de ces époques (Fig. 4).

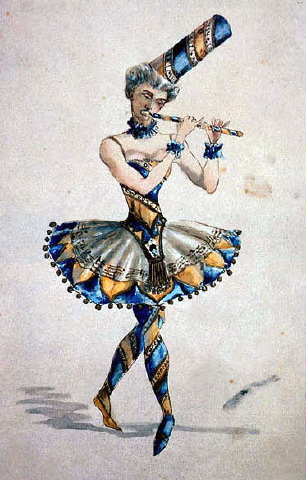
1. Costume pour la Danse des Mirlitons - Casse-noisette 1892
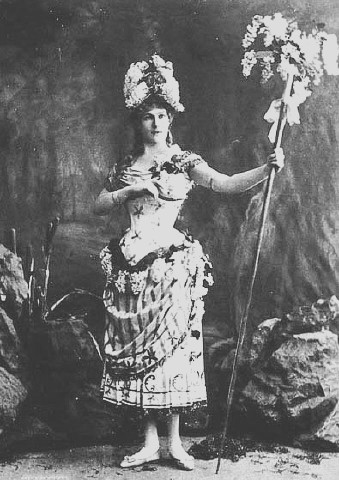
2. La Fée des Lilas - La Belle au bois dormant 1890
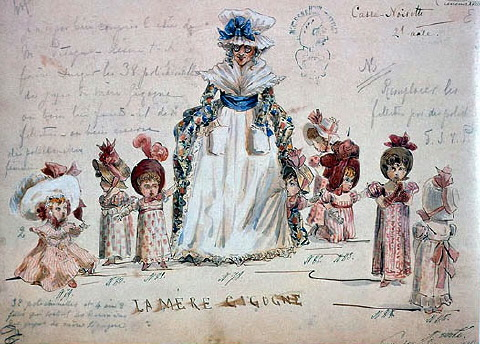
3. Mère Gigogne et ses enfants - Casse-noisette 1892
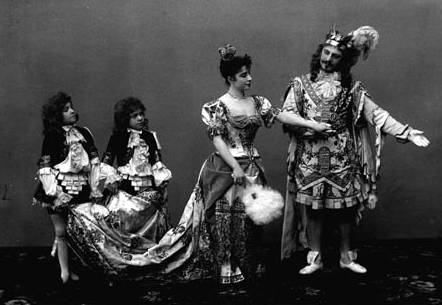
4. La Princesse Aurore et le Prince Désiré - La Belle au bois dormant 1890

En France, par contre, à la fin de la Belle Époque, le ballet voit une période de décadence. On assiste à la prédominance des danseuses, ainsi qu'à l'éclipse des danseurs de sexe masculin, au point qu'à l'inverse des origines du ballet, ce sont désormais bien souvent des femmes à jouer les rôles masculins en travesti (comme dans Les Deux Pigeons d'André Messager en 1886 et dans Bacchus de Joseph Hansen en 1902).
Aussi bien en Russie qu'en Europe, on assiste aussi à un curieux décalage entre les costumes des danseurs ayant un premier rôle, et ceux des danseurs de second plan, ainsi que des comparses. Pour les habits de ces derniers, la recherche de la vérité historique est effective et ils s'harmonisent avec le décor. C'est à eux que revient de situer l'action. Pour les premiers danseurs par contre, on assiste à une stylisation du "costume de danseur", qui sera tendentiellement toujours le même, indépendamment du cadre et de l'époque, et ceci surtout pour les danseuses. On verra donc côte à côte dans une même scène, des figurants en costume egyptien, et la fille du Pharaon en tutu et maillot rose. C'est une des premières incongruités que dénoncera Michel Fokine dans son mouvement de réforme de la danse classique .

### LeXXesiècle- 1. Exotisme et sensualité: lesBallets russes
Si les dix-neuf saisons de spectacles données à Paris par les Ballets russes de Serge Diaghilev de 1909 à 1929 marquent une profonde mutation du ballet classique, grâce à des chorégraphes comme Michel Fokine, Vaslav Nijinski, Léonide Massine ou George Balanchine, elles représentent aussi un tournant décisif quant aux costumes de scène.
Les spectateurs de l’époque sont émerveillés par ces couleurs exaspérées, ces dessins géométriques, cette splendeur barbare des ornements, ainsi que par tout un univers de formes et de dessins puisé dans des esthétiques alors inconnues au public européen : le monde slave, l’Orient, ainsi que l’Antiquité pré-hellénique.
Le décorateur Léon Bakst réalise tous les costumes de la compagnie à ses débuts. Épris d'art asiatique, Bakst s'inspire constamment de l'art oriental pour les ballets Cléopâtre, Shéhérazade et L'Oiseau de feu. Bakst fair recours aussi aux modèles antiques (Narcisse et Daphnis et Chloé). Pour L'Après-midi d'un faune, il puise dans le livre La Danse grecque antique de Maurice Emmanuel ainsi que dans les motifs des reliefs assyriens du Louvre.
Par contre, c'est le folklore russe qui est évoqué par les costumes de Bakst pour Thamar ainsi que par ceux d'Alexandre Benois pour Petrouchka.
Une vision du monde slave, cette fois des temps primordiaux, caractérise aussi les costumes réalisés par Nicolas Roerich pour le Sacre du printemps. Durant l’été 1911, Roerich se rendit dans une colonie d’artistes où ils étudia la collection d’anciens costumes slaves de la propriétaire, la Princesse Maria Tenisheva, en y puisant ses principales idées pour dessiner puis élaborer les costumes du ballet, où il intégra des mouvements géométriques, notamment le cercle et le carré.
Lors de la révolution russe, Diaghilev s'adresse aux artistes de l’avant-garde. En 1917, les Ballets russes créent Parade dans des décors et costumes de Pablo Picasso  et en 1919 La Boutique fantasque, décorée par André Derain.
Dorénavant les costumes de ballet ne seront donc plus réservés aux spécialistes, c'est-à-dire aux « peintres-décorateurs », et les plus grands artistes de l'époque s'adonneront à leur création.
Dès son origine, de 1673 à 1914, l’Opéra de Paris avait eu un poste de dessinateur de costumes, et celui-ci avait toujours le monopole des créations. En 1914, à l’Opéra, le metteur en scène acquiert la liberté de choix du costumier: des équipes artistiques comprenant un dessinateur de costumes seront constituées spécifiquement pour chaque production.
Joseph Pinchon, le père de Bécassine, fut l’un des derniers dessinateurs de costumes pour l'Opéra de Paris (de 1908 à 1914).

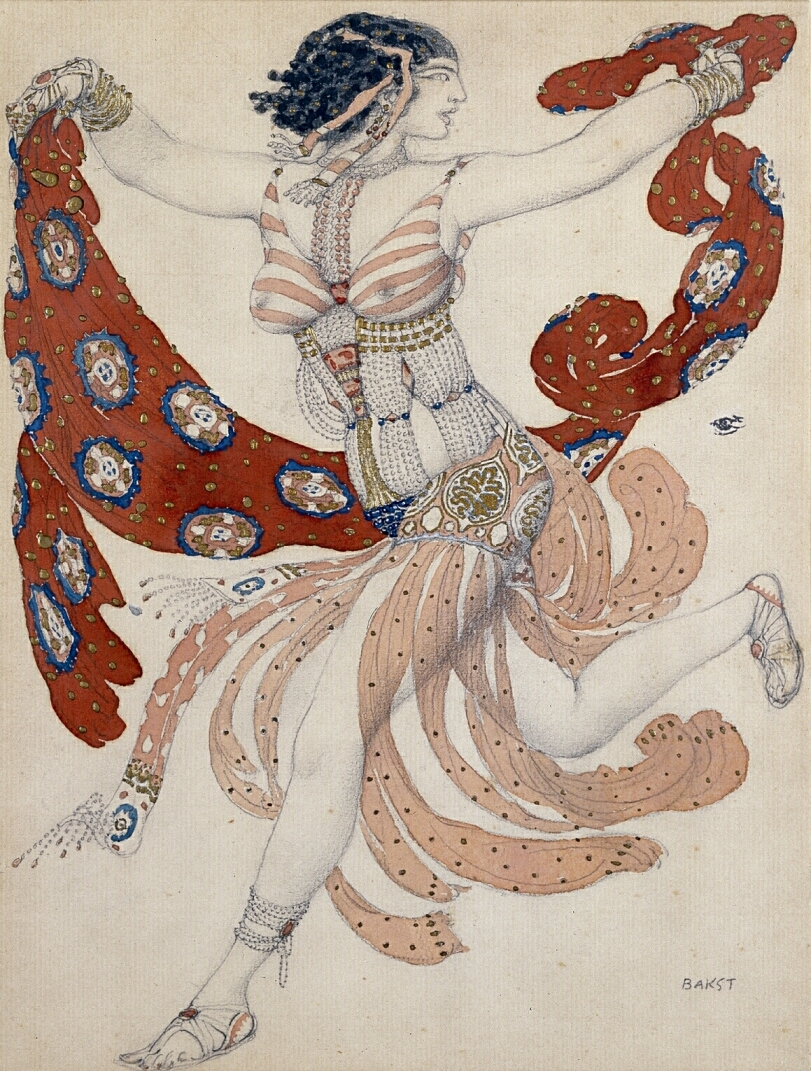
1.Cléopâtre 1909
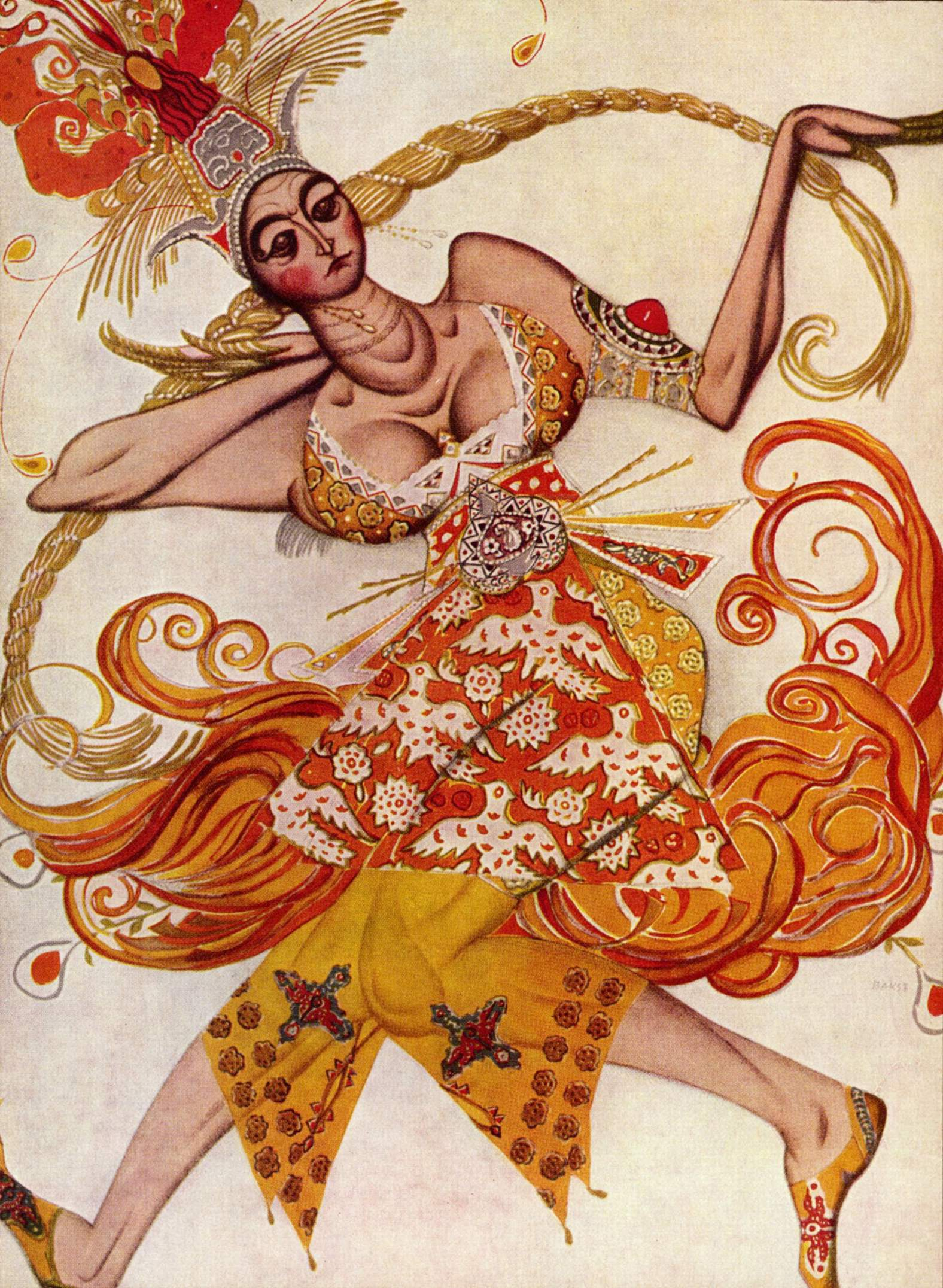
2.L'Oiseau de feu 1910
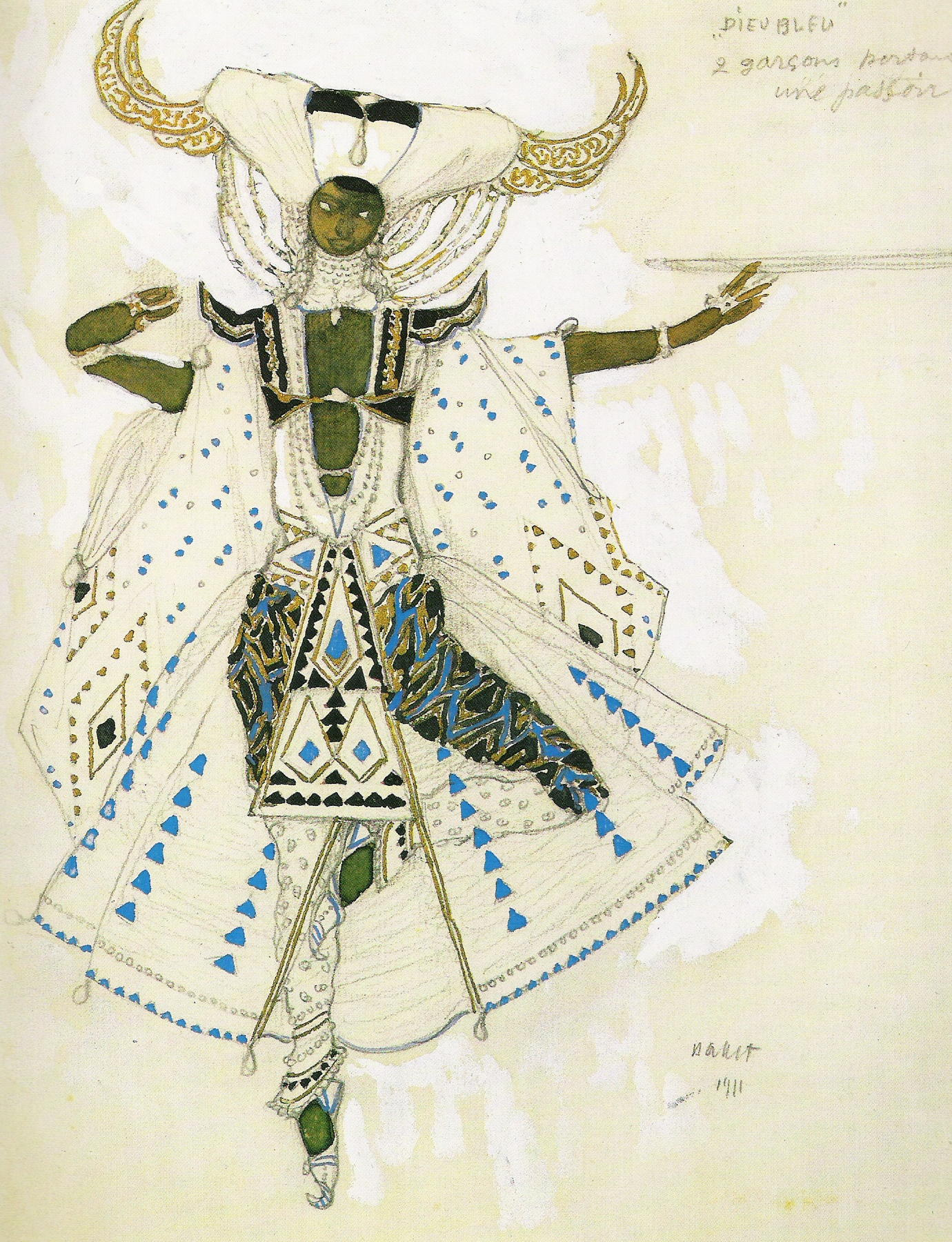
3.Le Dieu bleu 1911
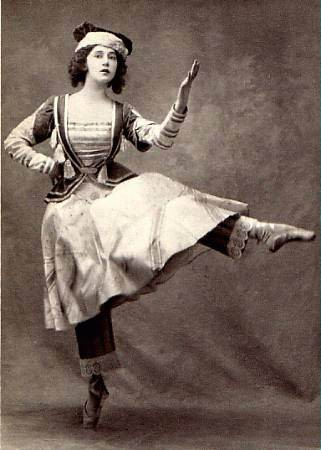
4. Petrouchka 1911
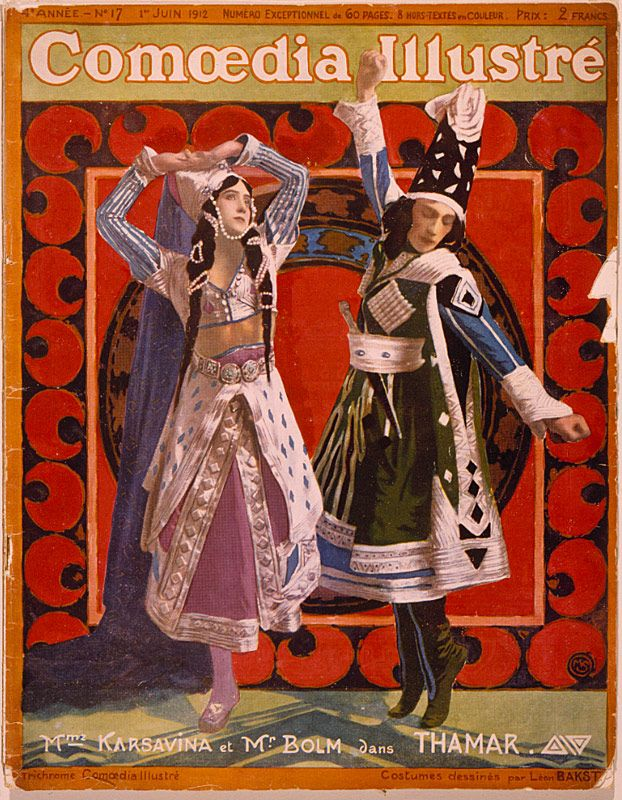
5. Thamar 1912
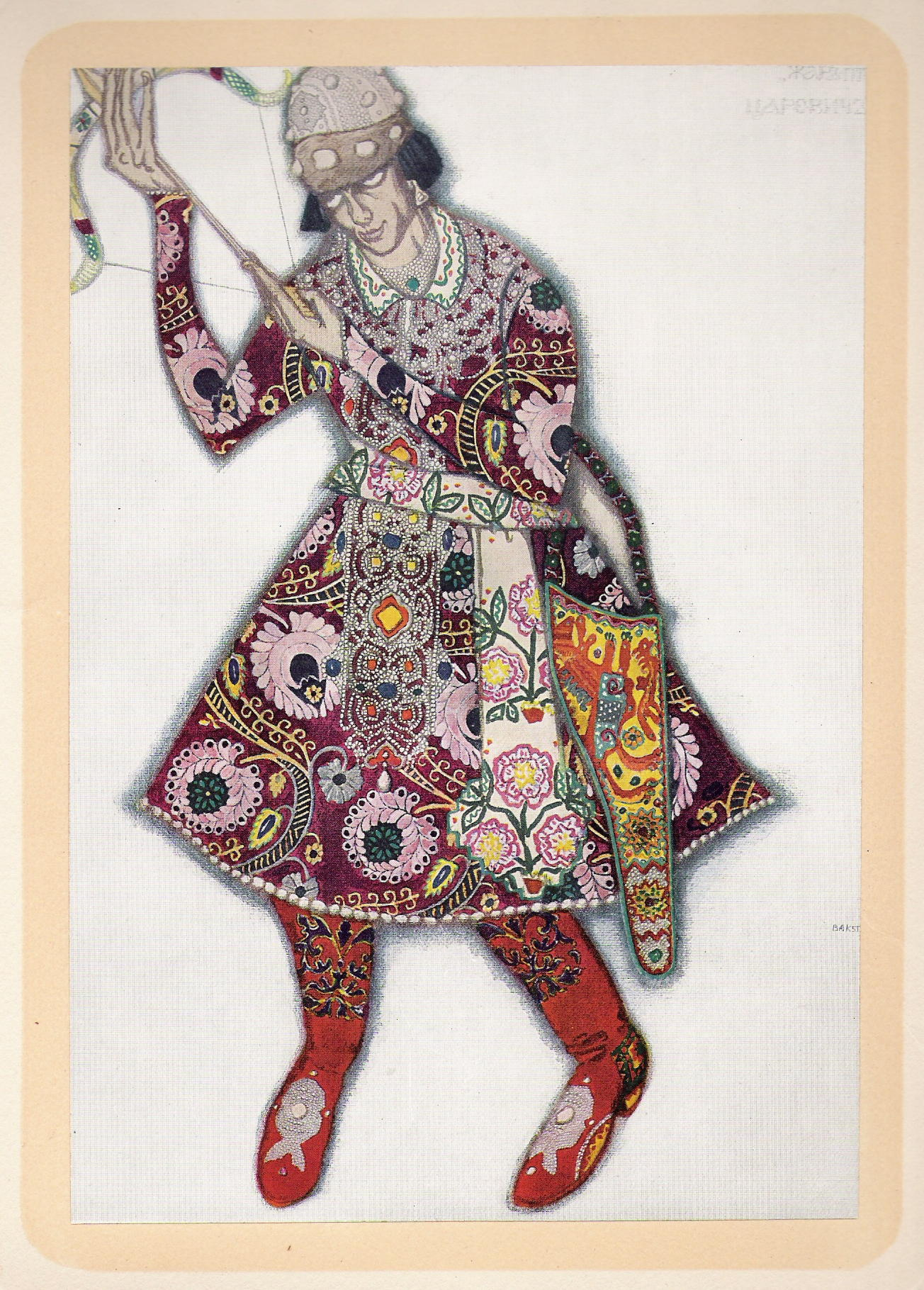
6. L'Oiseau de feu 1913
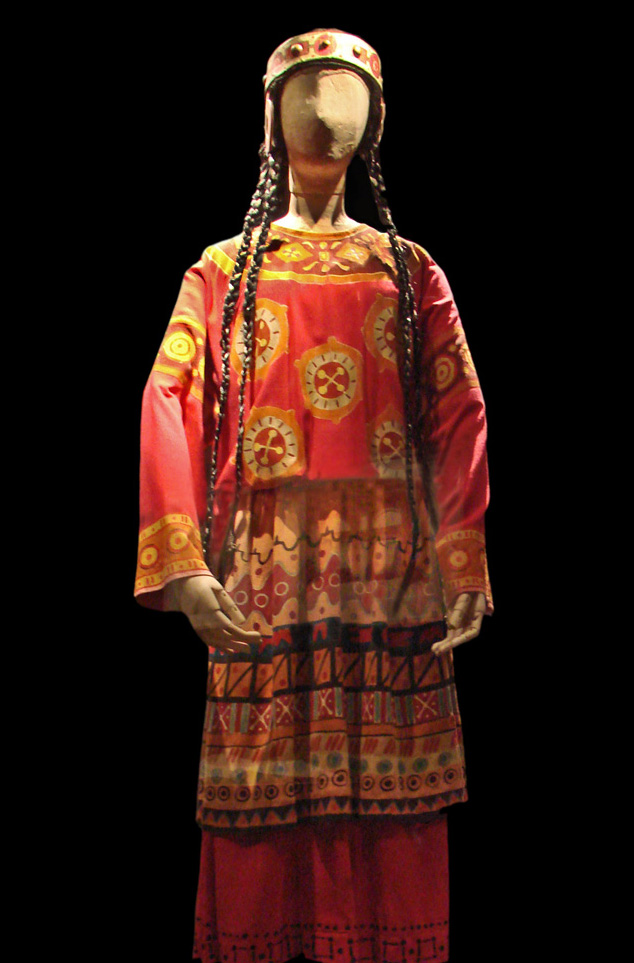
7. Le Sacre du printemps 1913
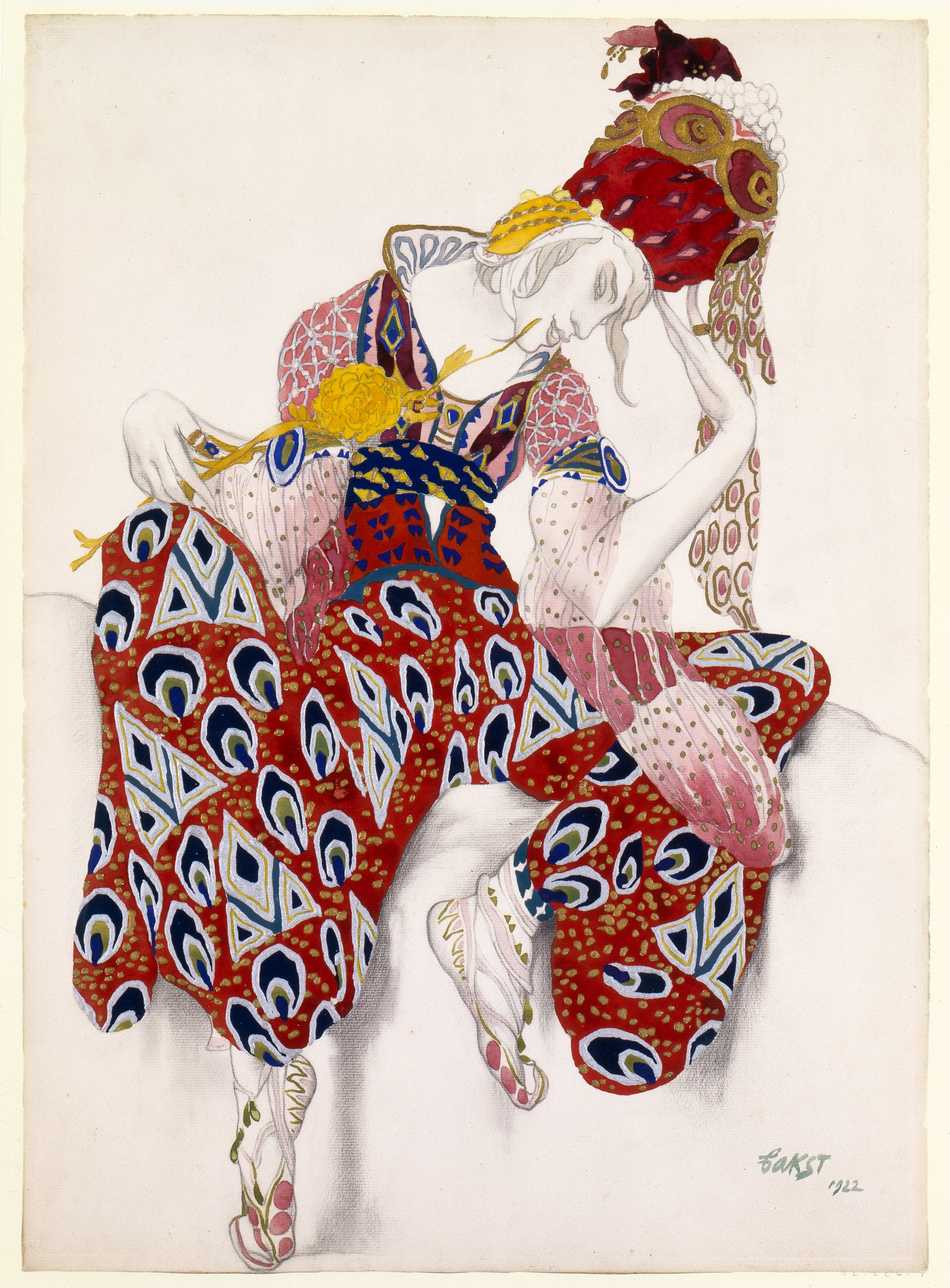
9. La Péri 1922

### LeXXesiècle- 2. Le corps libéré
Depuis les innovations des décorateurs des Ballets russes, les créateurs de costumes ont laissé libre cours à leur fantaisie.
Les années 1950 consacrent l'école de Paris, avec des décorateurs-costumiers comme Georges Wakhevitch et Cassandre. Aux États-Unis, George Balanchine confie la création des costumes de ses ballets à Barbara Karinska .
Dès les années 1920, les grands couturiers s'adonnent à la création de costumes de ballet: Coco Chanel pour Bronislava Nijinska, puis Yves Saint Laurent pour Roland Petit et ensuite Christian Lacroix et tant d'autres.
Le ballet abstrait est sans « costumes », comme il est sans argument ; le ballet avec argument utilise les costumes adaptés à l’action et à l’époque. Le ballet contemporain fait souvent appel au maillot académique, avec pieds et bras nus, mais aussi à des vêtements intemporels, comme ceux dessinés par Germinal Casado.
Nombre de chorégraphes du vingtième siècle ont mis en scène les danseurs dans l’habillement qu’ils utilisent pendant les cours et les répétitions : justaucorps et maillot, de façon à dégager le plus possible les lignes du corps et la gestuelle de la danse.

## Relation entre costume de ballet et mode
Le costume de ballet s’associe étroitement aux évolutions de la mode. S’il en subit l’influence directe, surtout quant au costume féminin, le contraire est vrai aussi : les costumes de certains ballets ayant connu un grand succès de public ont révolutionné à certaines époques la mode féminine.

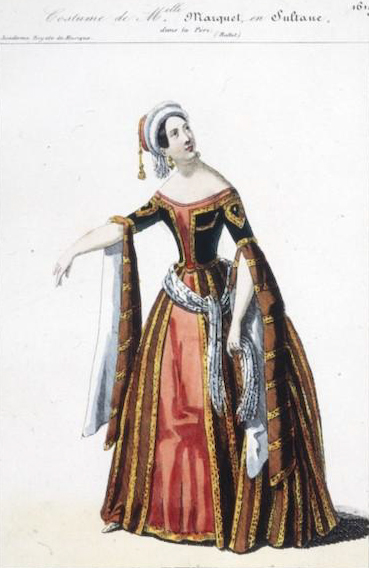
B. La Péri, costume de sultane

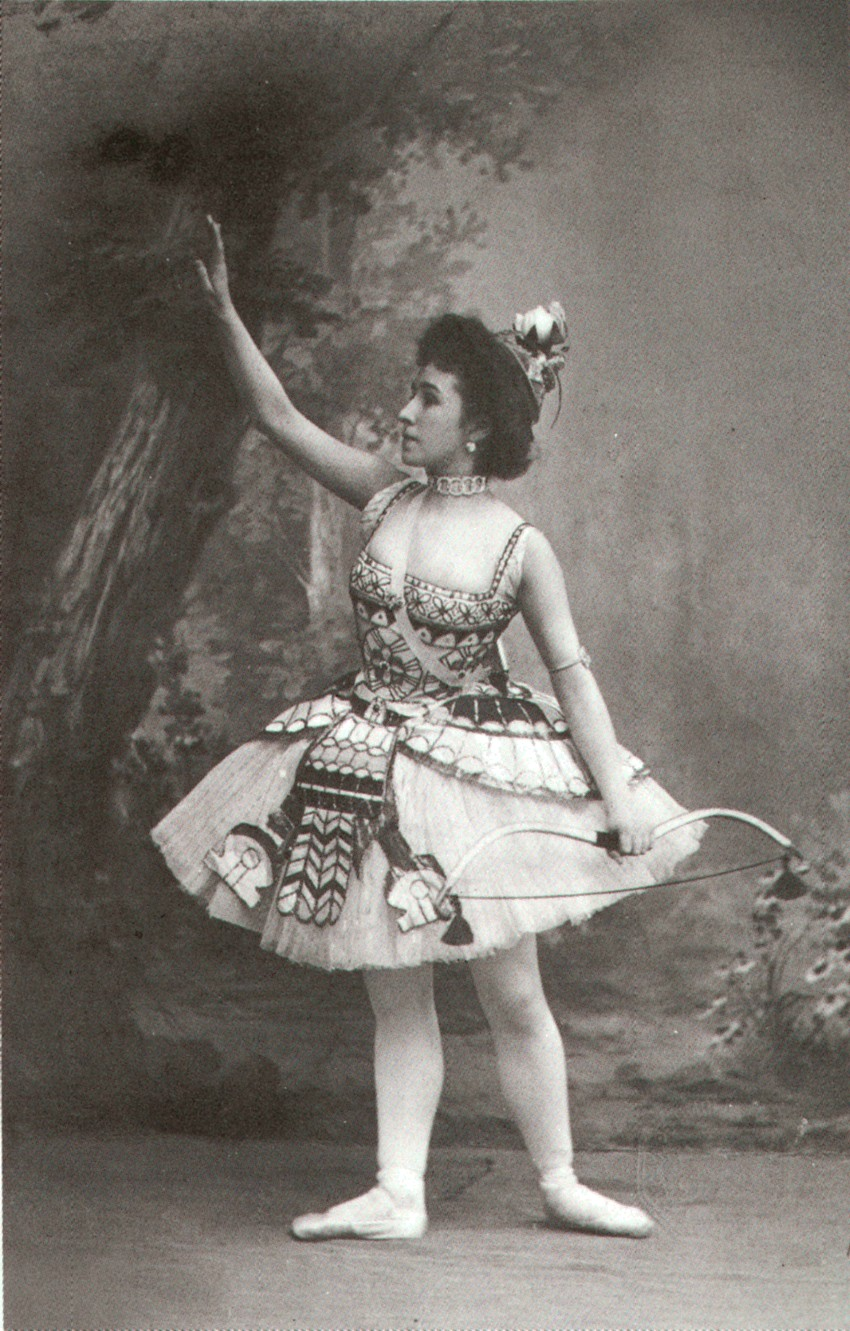
A. Mathilde Kschessinska, La Fille du pharaon (1898)

Quant au premier cas, il suffit de considérer, tout particulièrement dans les ballets du XVIIIe siècle, les pastourelles portant paniers et souliers à talons hauts, ou bien les sultanes du sérail portant perruque poudrée et mouches.
Au XIXe siècle, la vogue pour la crinoline et pour le corset ressort jusque dans les costumes soi-disant arabes (La Péri) (Fig. B).
À la Belle Époque, la fille du Pharaon ne renonce ni à son tutu ni à son lourd chignon (Fig. A).
Comme exemple de l’influence du costume de danse sur la mode, mentionnons d’une part le cas du ballet La Sylphide, le succès duquel donnera lieu en France à un engouement pour la mousseline, ainsi qu’à la création d'un chapeau « sylphide » et même d'un journal de mode du même nom.
De même, les costumes des Ballets russes exerceront une influence décisive sur la mode de l’époque (surtout sur Chanel  et Poiret).
Depuis 1924, après la réalisation des costumes du Train bleu par Coco Chanel, la mode n'a cessé de s'intéresser à l'univers de la danse. Les grands noms de la haute couture établissent souvent une collaboration privilégiée avec un chorégraphe ou une compagnie : Yves Saint Laurent et Roland Petit, Gianni Versace et Maurice Béjart, Jean-Paul Gaultier et Régine Chopinot, Christian Lacroix et l'Opéra national de Paris.

## Relation entre costume de ballet et technique de la danse classique
Les lourds costumes en usage à la cour ne permettent que des pas terre à terre, qui en revanche, seront souvent très compliqués. La danse est le miroir de la noblesse, et ne pourra donc s’exprimer qu’avec maintien et décorum.
Les mouvements qui comportent le haussement des bras ne seront possibles qu’avec des costumes d'étoffe plus légère et surtout sans manches montées. L’allemande est la première danse de couple qui prévoit que les partenaires lèvent les bras plus haut que le visage.
Le pas de deux comme on le conçoit à l’époque actuelle, c’est-à-dire comportant un contact entre le corps des partenaires, ne devient possible qu’à l’époque de Carlo Blasis, grâce aux costumes allégés. Les portés demandent d’ailleurs le maximum de simplicité et de solidité dans les costumes des deux danseurs, pour éviter tout ce qui pourrait s’accrocher ou faire obstacle aux évolutions périlleuses du couple. Beaucoup de danseurs relatent des accidents survenus au cours de portés à cause d’un bouton ou d’un relief du costume s’accrochant ou bloquant un mouvement.
Il y a aussi un lien entre le dévoilement progressif du corps des danseuses et la montée progressive de leur jambe, dans les pas à la hauteur.
Les grands sauts, ne deviennent eux aussi possibles, surtout pour les femmes, qu'à l'époque napoléonienne, où les costumes deviennent plus légers et les souliers de danse perdent leurs talons.
En effet, la technique des pas dépend directement du genre de souliers ou de chaussons utilisés : les escarpins à talons des danseurs du XVIIIe siècle ne leur facilitent pas les sauts. Par contre, la chaussure plate, vers 1795, va leur offrir la possibilité de modifier l'appui du pied en passant du plat à la demi-pointe, et en faisant monter le relevé de plus en plus haut .
C'est le soulier plat et flexible (Fig. A) qui, à travers cette évolution du relevé, conduit à la création des chaussons de pointe. La chaussure de la « Merveilleuse » va se transformer en chausson de pointe (Fig. B), par le rembourrage et le durcissement de son bout et par le renforcement de l'empeigne, nécessaire pour offrir un support aux orteils. Ce nouveau soulier donnera naissance à une technique autonome, qui se raffinera au cours du siècle. La danse sur pointes est aujourd'hui synonyme de danse classique féminine, et dans l'imaginaire collectif, c'est elle qui définit par excellence la ballerine.

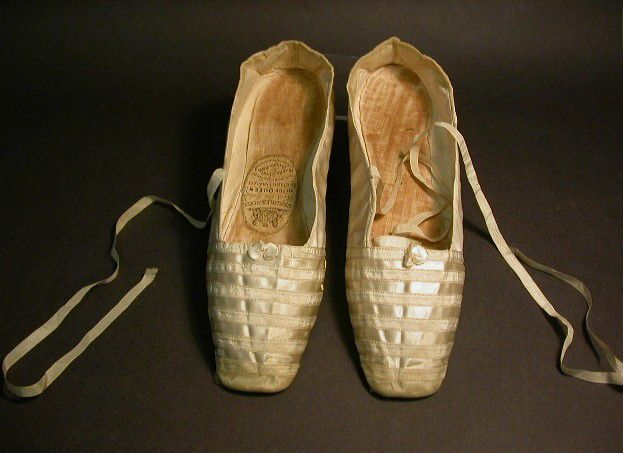
A. Souliers de mariage de la Reine Victoria 1840.
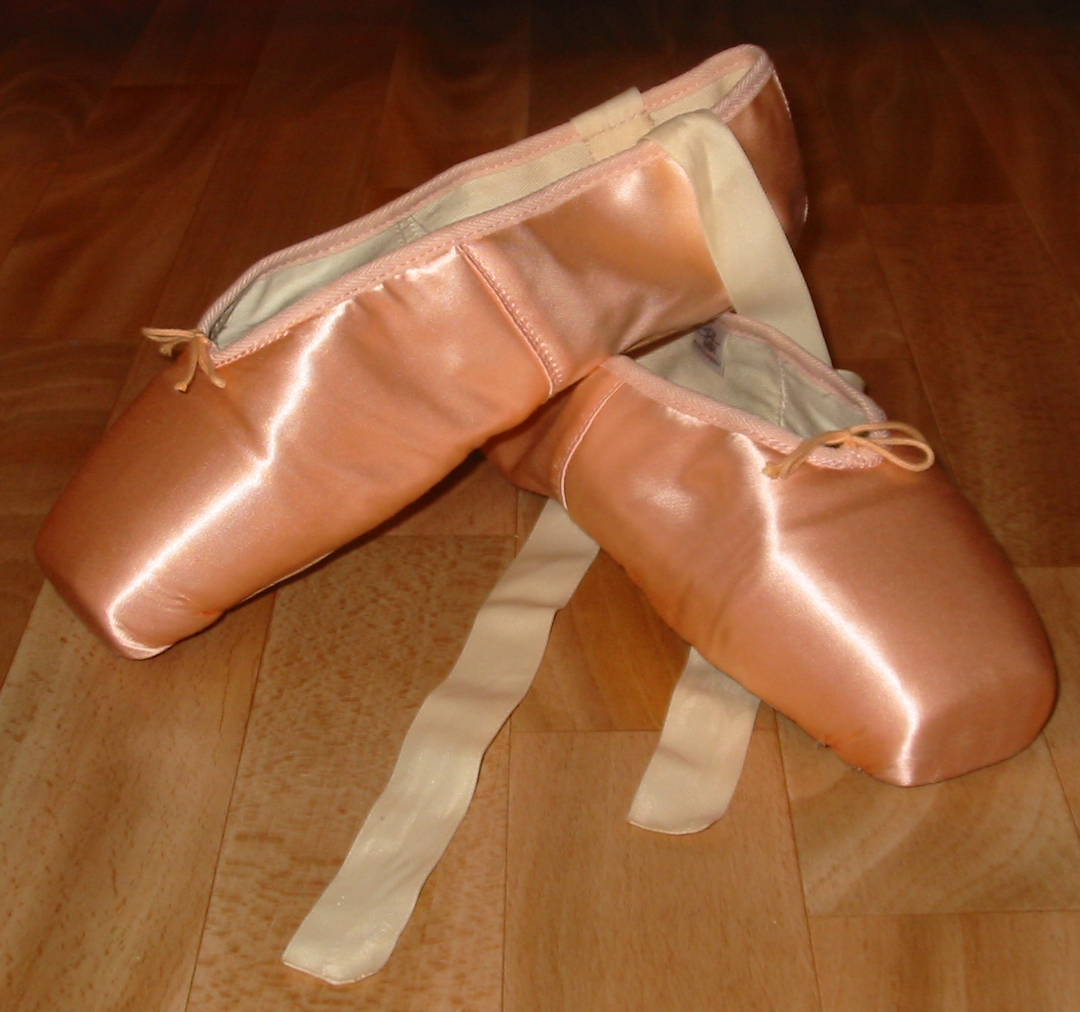
B. Chaussons de pointe actuels; ils sont restés très semblables au soulier de ville ci-contre.

## Technologie du costume de ballet
Le costume de scène résulte de la collaboration entre le décorateur, le costumier (pour autant qu'ils se distinguent) et l’atelier de couture.
Dans la réalisation des maquettes, le dessinateur ou concepteur du costume, qui est souvent aussi le créateur des décors, doit intégrer son projet avec la chorégraphie et la mise en scène, ce qui suppose aussi l’étude de la relation salle/espace/corps ainsi que de la relation espace/lumière/couleur.

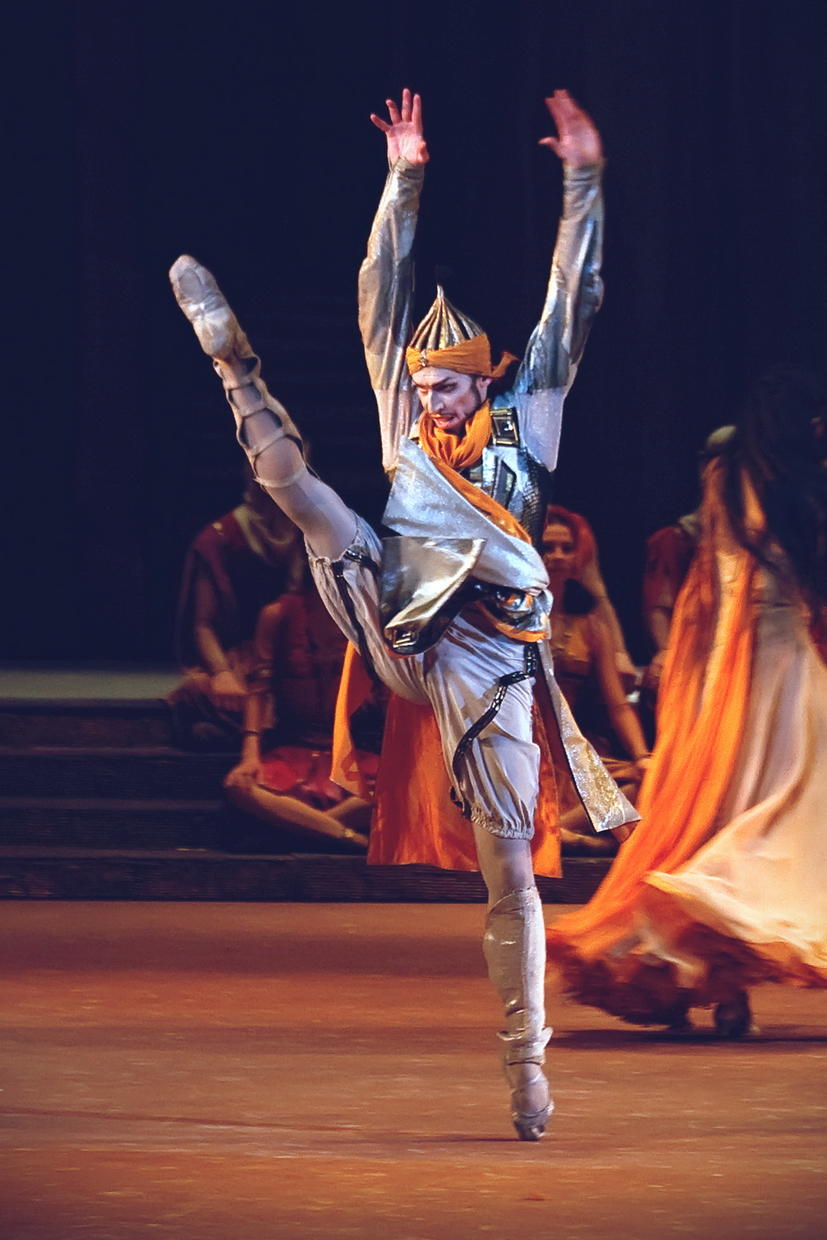
Abderahman - Raymonda - On remarquera les bandes élastiques sur l'arrière des fausses bottes.

Quant au costumier-réalisateur, il est chargé de la réalisation des costumes à partir des maquettes : il passe les commandes, organise l’atelier couture, choisit les tissus, détermine les coupes, réalise les "toiles", contrôle la fabrication et dirige les essayages. Il doit maîtriser les différentes techniques de fabrication des costumes (moulage, patronage, coupe, montage, finitions, retouches, technologies textiles, etc) .
Le costume de ballet est plus intimement lié aux lignes du corps et au mouvement que le costume d’acteur ou de chanteur d’opéra . Il ne peut pas entraver les gestes, ni faire passer le corps du danseur en second plan. « Il doit toujours s’agir plus d’un corps que d’un vêtement. Il doit en somme fournir une sorte de commentaire ».
Le costume doit donc répondre à certains paramètres : il ne doit jamais contraindre le geste dansé, ni se désorganiser par effet des mouvements du danseur. Un corps qui se penche vers l’avant augmente de plus de vingt centimètres de longueur dans le dos, et rétrécit d’autant en longueur. Ainsi les différentes parties du tutu, bustier et juponnage, ne sont jamais cousues d’un seul tenant, mais rattachées par des ganses plus ou moins élastiques.
Le costume de ballet doit aussi présenter une grande résistance, non seulement aux mouvements du danseur, mais aussi aux traitements répétés de lavage et de repassage, certaines productions étant données pendant vingt, trente ou quarante années dans la même mise en scène, comme Petrouchka de Stravinsky, à l’Opéra[Lequel ?] depuis 1948.

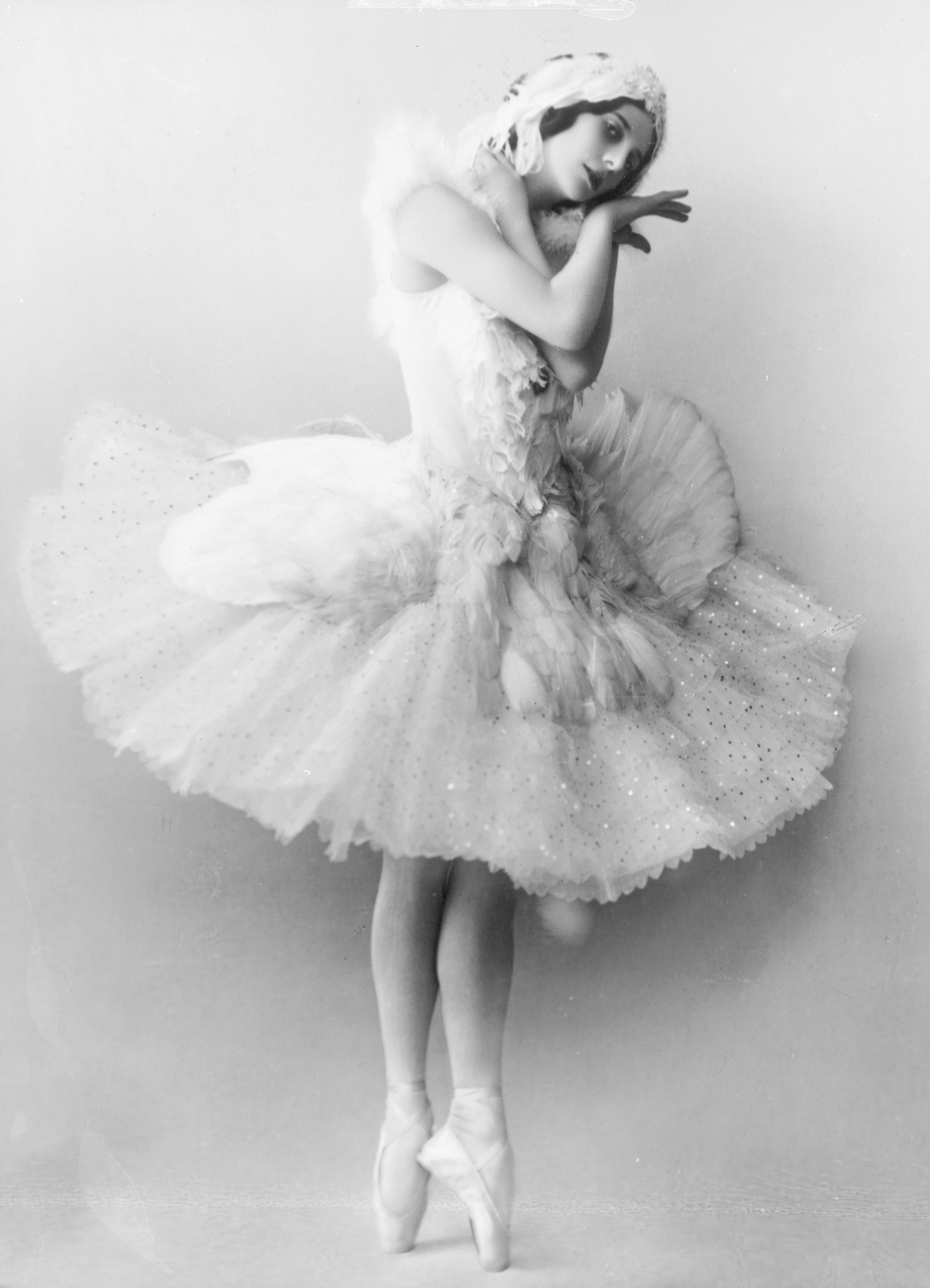
Tutu décoré de plumes, porté par Anna Pavlova dans La Mort du cygne

C'est pourquoi le costume a des coutures renforcées, des attaches plus solides que celles d'un vêtement ordinaire et qu'il est l'objet d'attentions constantes, retouches, réparations et renforts, de la part des costumiers ainsi que des habilleuses. Nombre de costumes comportent des décorations en rubans, plumes, strass, et passementerie, dont l'entretien est difficile.
Nombre de costumes de ballet historiques ont été restaurés, par exemple, le tutu recouvert de plumes porté par Anna Pavlova pour danser La Mort du cygne en 1905. Voir les images du costume avant et après sa restauration.
L’invention des textiles élastiques et synthétiques a répondu à nombre de ces exigences, en éliminant les plis disgracieux des collants et en rendant une grande partie des costumes lavables. Un tutu sans décorations particulières peut aujourd'hui se laver à la machine, alors que les tutus d’antan, une fois salis, n’étaient plus utilisables.

## Glossaire des costumes de ballet

### Justaucorps
Dans la langue anglaise le justaucorps de danse est dénommé « Leotard », en souvenir du trapéziste Jules Léotard qui fut le premier à utiliser ce genre de vêtement élastique, lors de ses exhibitions.

### Maillot
Le maillot est l’ancêtre du collant de danse.
Lorsque les jupes des danseuses commencèrent à raccourcir, le problème se posa d’inventer un vêtement pour couvrir élégamment les jambes, tout en préservant la pudeur des danseuses. Jusqu'à cette époque, en effet, à la ville comme sur scène, les femmes ne portaient rien sous leurs jupes longues. On attribue à la Camargo l'introduction d'un caleçon couvrant les cuisses. Mais l’effet esthétique n’était pas satisfaisant et certaines danseuses n'en voulaient pas (Fig. 1), ce qui provoqua des accidents qui firent scandale :

« Mlle Mariette n'est pas étrangère à l'ordonnance qui prescrivit les caleçons. Un soir, cette danseuse eut sa robe, ses jupons et ses paniers enlevés par les aspérités d'un décor sortant du dessous et posa pour l'antique pendant quelques secondes devant une salle fort garnie applaudissant à ce spectacle inattendu. »

— Nérée Desarbres, Deux siècles à l'Opéra — Paris, Dentu, 1868 p. 117-118

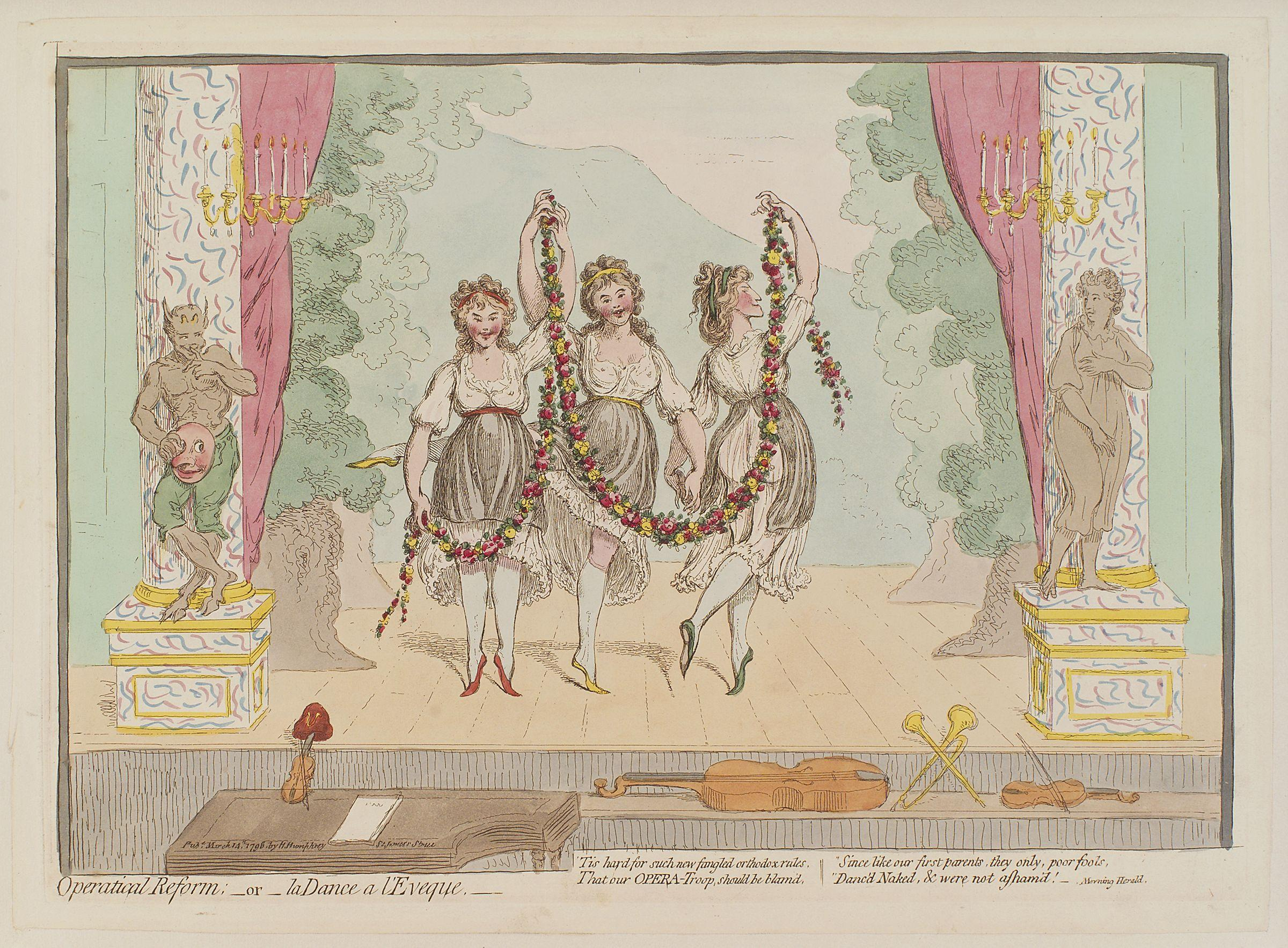
1. Gravure satirique sur les scandaleux nouveaux costumes "à la grecque", portés sans caleçon 1798

Ce fut M. Maillot, bonnetier fournisseur de l'Opéra dans les années 1820, qui le premier réalisa ce caleçon de tricot moulant les jambes des danseuses et qui est mentionné dans ses Mémoires par François-Joseph Talma .
Le maillot sera un élément important de l'évolution du costume de la danseuse, car il permettra de dévoiler les jambes en entier et de raccourcir à l'extrême les tutus.
Le maillot était rose ou blanc, en soie pour les étoiles et en coton pour le corps de ballet, mais les fibres élastiques n’étant pas encore été inventées, il était épais et présentait de nombreux plis. C’est ici qu'intervenait le « maillotier » ou "pantalonier", (seul homme avec le coiffeur ayant accès aux loges des danseuses ), qui d’une main ferme devait tendre les maillots et les assujettir à la taille.

« Il n'y a pas dix pour cent dans un ballet de beauté vraie. Tout est provocation comme sur un trottoir; les jambes en maillot rose se montrent jusqu'aux hanches »

— Hippolyte Taine, Notes Paris, 1867, p. 11
 .

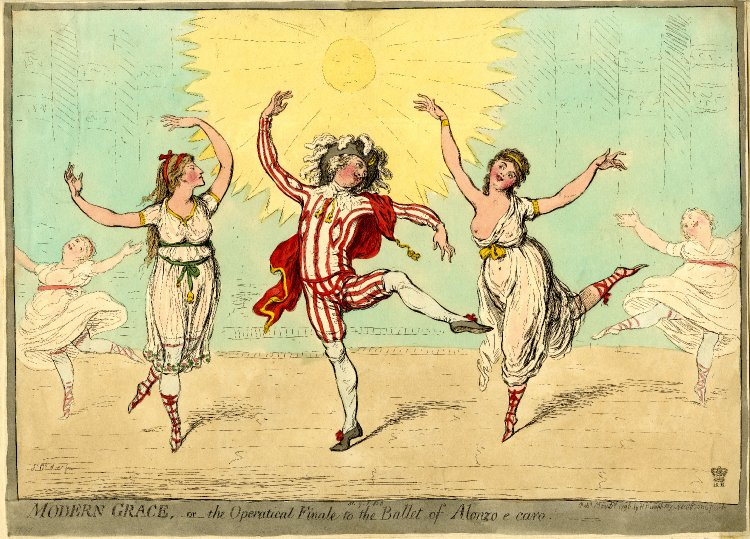
2. Didelot dans les années 1790

Cette citation explique le fait que le Pape autorisa ce costume dans ses théâtres, à condition qu'il fut bleu, pour que soit bannie toute évocation charnelle.
Pour cacher les poils des aisselles, toute tenue sans manches devait être portée sur une chemise fine de couleur chair. Les hommes avaient la même nécessité pour les rôles antiques à torse nu ou demi-nu. En 1791 dans Bacchus et Ariane, Charles-Louis Didelot fut un des premiers à adopter le maillot couleur chair (Fig. 2).
Vers les années 1950 fit son apparition le «maillot académique» qui recouvrait le corps entier.
L’invention des fibres élastiques et du Lycra a fait du maillot le costume de base des deux sexes .
Les collants des danseuses sont aujourd’hui encore blancs ou roses et comportent parfois une couture sur l’arrière de la jambe, en souvenir de la couture qui caractérisait les anciens « maillots » en coton ou en soie. Les hommes portent un maillot de couleur assortie à l'ensemble de leur costume.

### Pointes

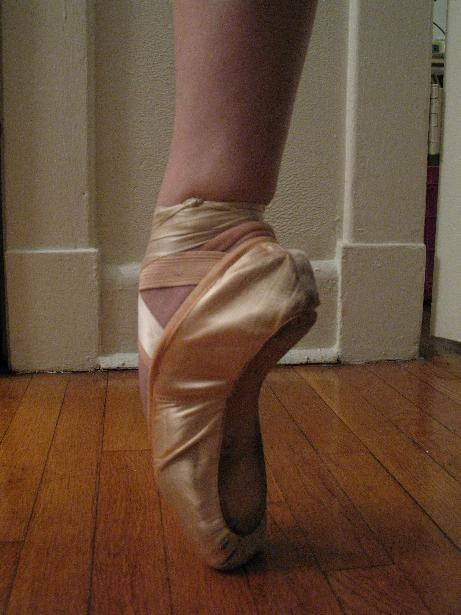

### Tonnelet

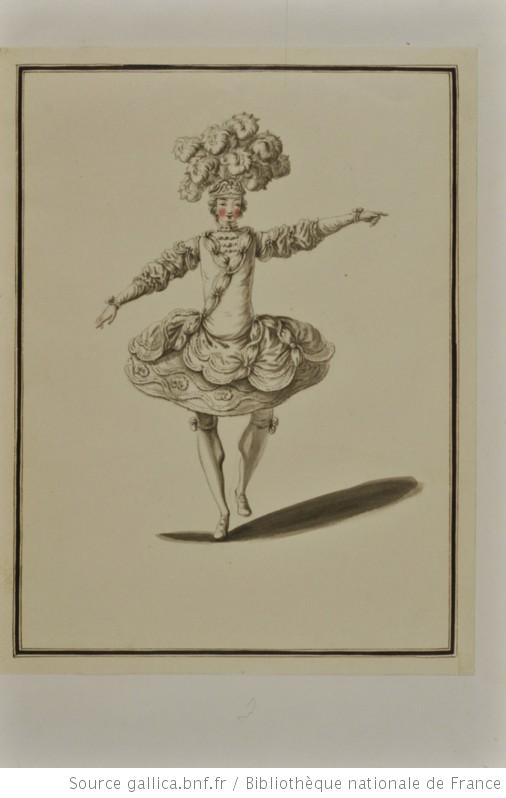
Danseur portant un "tonnelet" - maquette de Louis-René Boquet, "Castor et Pollux", 1737

Les danseurs d'antan portaient une trousse, c'est-à-dire une sorte de caleçon bouffant en tissu rigide, semblable à un haut de chausse: le tonnelet. Celui-ci dérive de la rhingrave de l'époque de Louis XIV, culotte très large et bouffante descendant à la hauteur des genoux, qui était recouverte par une sorte de jupe courte. Il s'inspire aussi du costume militaire des anciens romains, comportant une tunique courte qui dépassait de l'armure, avec l'apparence d'une jupette. L'ampleur du tonnelet augmenta considérablement au XVIIIe siècle, pour s'harmoniser avec celle des "paniers" des danseuses; il se réduisit ensuite à nouveau, pour ne former qu'une sorte de culotte courte et assez volumineuse et disparaître définitivement à l'époque des Ballets Russes.
L’origine du terme est incertaine. On le doit probablement à la forme bombée de ce costume .
Le plus ancien vêtement de la collection de costumes de ballet du Musée de l’Opéra de Paris est un tonnelet en fil d'or brodé remontant à l’époque de Louis XIV.

### Tutu

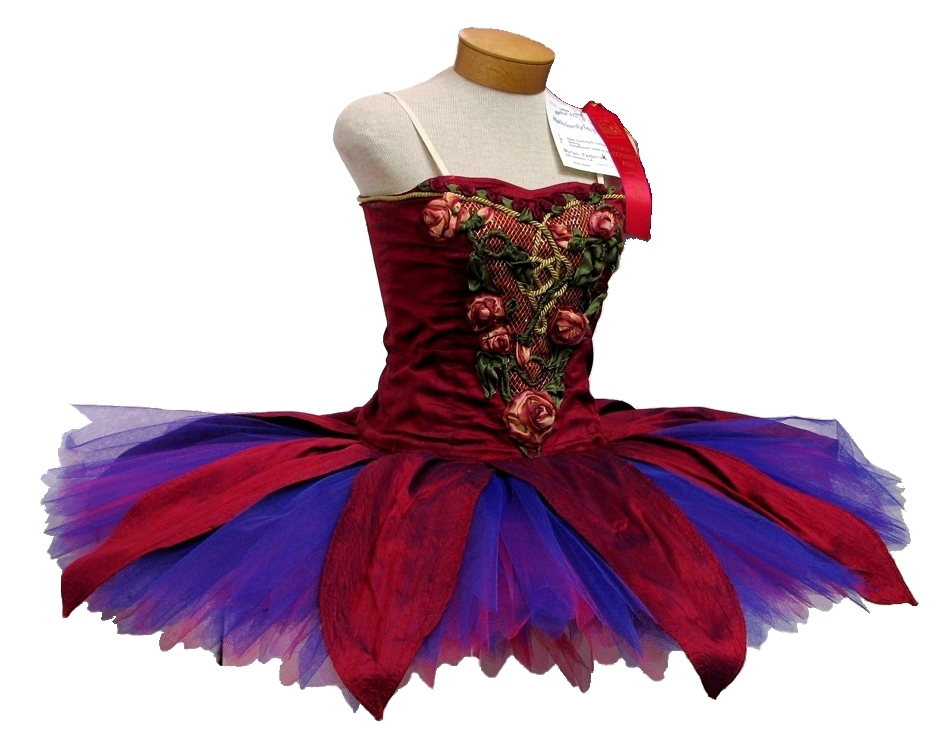
Un tutu coloré

## Vidéographie
- (en) Vidéo sur les costumes de scène de Jewels au Royal Ballet. 2011
- (en) Vidéo sur la création des costumes pour Roméo et Juliette cor. Graeme Murphy - Australian Ballet. 2011
- (en) Vidéo sur la fabrication des tutus de Casse-noisette - National Ballet Canada. 2010

### Où voir des costumes de ballet

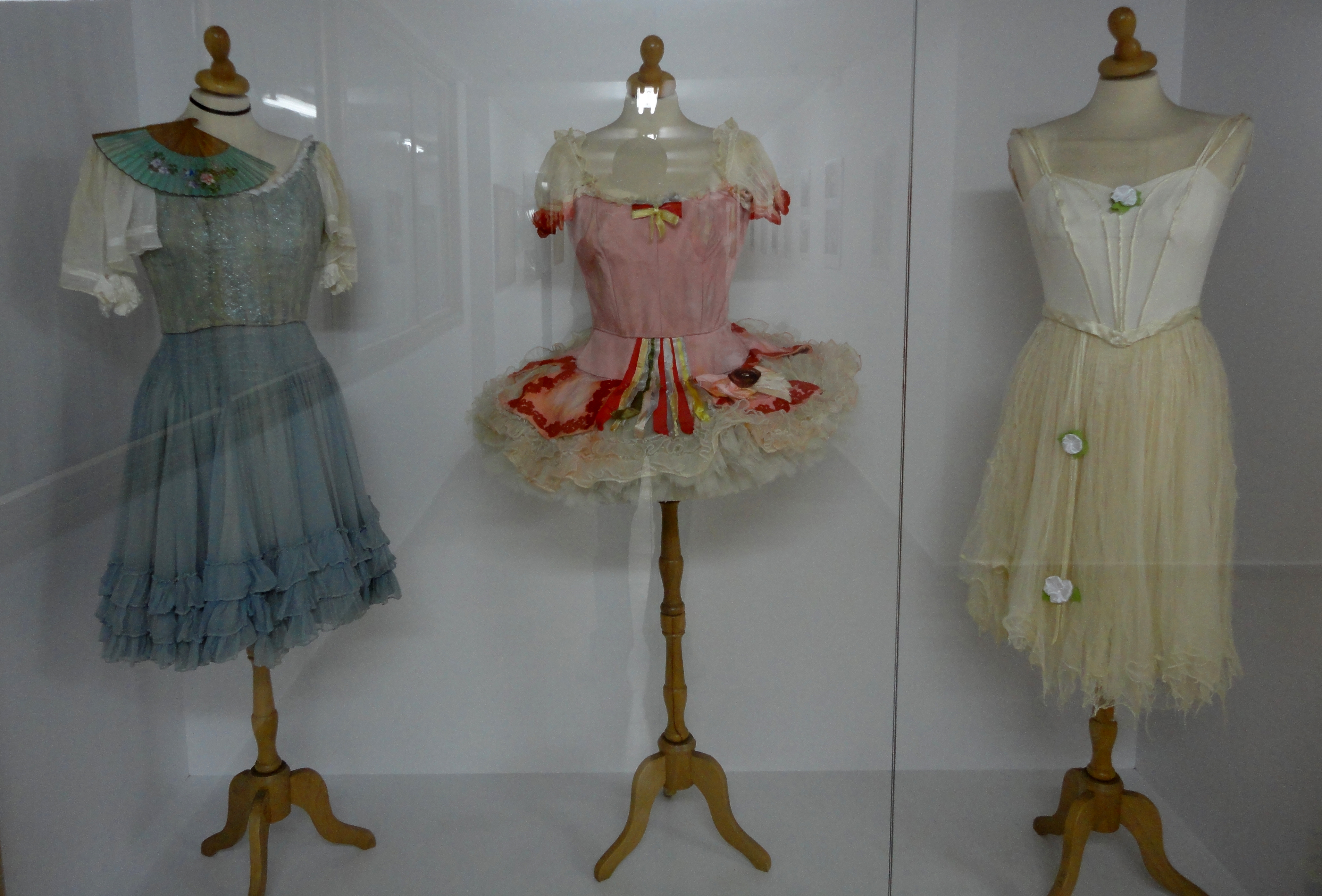
Costumes de Barbara Karinska – Coppélia (acte 2), Coppélia (acte 1) et Giselle (acte 2)

- Centre national du costume de scène de Moulins
- Bibliothèque-musée de l'Opéra
- Exposition Une histoire du costume, Opéra national de Paris, 2011-2012
- Répertoire des arts du spectacle : il recense les fonds patrimoniaux, les ensembles documentaires ou les œuvres d’art ayant trait à l’histoire du spectacle conservés en France. Il permet d’identifier les établissements conservant des costumes de scène.
- Centre national de recherche et de diffusion du costume : fondé en 1994, il a pour mission de collecter et de conserver la plus importante banque de vêtements et d’accessoires d’époque au Canada (140 000 vêtements et accessoires).
- Collections de costumes de ballet de la Royal Opera House